# Global Positioning System
Globalni položajni sustav (akronim GPS) je satelitski radionavigacijski sustav za određivanje položaja na Zemlji ili u njezinoj blizini. Sustav omogućuje korisniku određivanje svih 3 koordinata njegova trenutačnog položaja u jedinstvenom svjetskom (globalnom) koordinatnom sustavu. Globalni položajni sustav čine: skupina umjetnih satelita u orbitama oko Zemlje koji stalno (kontinuirano) odašilju kodirane radiosignale s podatcima o svojem trenutačnom položaju i vremenu odašiljanja (satelitski segment sustava), zemaljske postaje koje preciznim mjerenjima utvrđuju položaj satelita i prate njihov rad (kontrolni segment) te prijamnici korisnika koji, najčešće u kompaktnom kućištu, sadržavaju antenu, radioprijamnik i računalo (korisnički segment).
Radioprijamnik korisnika proračunava svoj trenutačni položaj analizirajući signale koje je primio s najmanje četiriju satelita. Sateliti se u tom trenutku moraju nalaziti iznad obzora (horizonta), a na putu signala ne smiju biti fizičke zapreke. Za proračun je dovoljno poznavati točan položaj 3 satelita te odrediti udaljenosti do njih, dok se podatci o položaju i udaljenosti četvrtoga satelita uvode radi korekcije pogrešaka. Zahvaljujući točno određenoj putanji, položaj satelita u svakom se trenutku može predvidjeti, a moguće otklone prate zemaljske postaje te o njima putem satelita izvještavaju korisnike. Udaljenost do svakoga pojedinog satelita, uz poznavanje brzine širenja elektromagnetskih valova, izračunava se mjereći razliku u vremenu odašiljanja signala sa satelita i vremenu prijema signala na prijamniku. Izračunane udaljenosti polumjeri su zamišljenih sfera (kugla), kojima se u središtima nalaze sateliti, a u zajedničkom sjecištu radioprijamnik. Podatci o vremenu odašiljanja signala sa satelita iznimno su točni zahvaljujući rubidijevim i cezijevim atomskim satovima, ali se pogreške u mjerenju pojavljuju uglavnom zbog nesavršenosti kremenoga sata (poznatog i kao kvarcni sat) u prijamniku, nejednolike brzine širenja signala pri prolasku kroz ionosferu i troposferu, zaostajanja signala zbog refleksije (odbijanja) od predmeta na površini i drugog.
Danas je u najširoj civilnoj uporabi NAVSTAR/GPS (engl. Navigation System with Time and Ranging / Global Positioning System, najčešće samo GPS), američki sustav koji je, prvotno za vojne potrebe, razvilo Ministarstvo obrane SAD-a. Satelitski segment toga sustava sastoji se od 24 umjetna satelita, ravnomjerno raspoređena u 6 orbitalnih ravnina, koji svakih 12 sati obiđu Zemlju na udaljenosti od približno 20 200 kilometara. Prvi je satelit lansiran 1978., a puna je konstelacija ostvarena 1995. Položaj satelita prati 5 zemaljskih postaja (glavna u Colorado Springsu u SAD-u, preostale 4 u blizini ekvatora). Osim američkoga, djelomično su operativni ili su u pripremi i globalni položajni sustavi Rusije (GLONASS), Europske zajednice (Galileo) te Kine (Beidou). Trenutačno se ulažu napori za spajanje tih sustava, što bi unaprijedilo točnost određivanja položaja i osiguralo dostupnost dovoljnoga broja satelita u slučajevima zapriječenosti dijela obzora.
Pogreška mjerenja sustavom NAVSTAR/GPS uglavnom je manja od 10 metara (do 1. svibnja 2000. za civilne korisnike točnost sustava bila je ograničena na približno 100 metara), što za određene potrebe ipak ne zadovoljava, pa se uvode postupci kojima se pogreške mjerenja mogu dodatno smanjiti. Tako na primjer za postavljanje osnovnih točaka geodetskih mreža pretežno se primjenjuju relativne metode mjerenja (diferencijalni globalni položajni sustav ili DGPS), kojima se postiže točnost od nekoliko centimetara. Tim se metodama, istodobno s mjerenjima što ih obavlja korisnik, provode i istovjetna mjerenja na nedalekoj lokaciji kojoj je položaj već prije precizno određen. Na toj je lokaciji zato moguće odrediti trenutačnu pogrešku sustava, izračunati potrebnu korekciju kojom se ona uklanja te ju radiovezom poslati korisniku. Za potrebe navigacije pojedina se područja prekrivaju mrežom stalnih postaja koje neprestano emitiraju korekcije, što korisnicima s posebno prilagođenim prijamnicima omogućuje vrlo precizno određivanje svojega položaja u realnom vremenu.
Globalni položajni sustav omogućio je revoluciju u navigaciji i geodetskoj izmjeri. Sve se češće povezuje s drugim sustavima (na primjer s telekomunikacijskim ili geoinformacijskim sustavom, globalnom računalnom mrežom), dobivajući sve širu primjenu u navigaciji brodova, zrakoplova, svemirskih letjelica u orbiti oko Zemlje, cestovnih vozila, te za orijentaciju pojedinca u prostoru, na primjer planinara i izletnika. Uz prikladnu elektroničku kartu tako je moguće i automatsko vođenje plovila, letjelica i vozila optimalnim putem do željenoga cilja. Uporaba toga sustava postala je nezaobilazan dio geodetske prakse, a dugotrajnim mjerenjima te posebnim metodama obradbe rezultata njime je moguće opažati s milimetarskom točnošću čak i relativne pomake Zemljinih tektonskih ploča. Daljnja minijaturizacija prijamnika omogućila je da se njima opremaju i današnji mobiteli, što je područje primjene GPS-a dodatno proširilo na svakodnevni život velikoga dijela svjetske populacije.

## Objašnjenje
Global Positioning System (GPS, doslovno Globalni pozicijski sustav) je američki svemirski globalni navigacijski satelitski sustav. Omogućuje pouzdano pozicioniranje, navigaciju i vremenske usluge korisnicima širom svijeta na kontinuiranoj osnovi u svim vremenskim uvjetima, danju i noću, svugdje na Zemlji ili blizu nje, ondje gdje postoji neometan kontakt s četirima ili više satelita GPS-a.
GPS se sastoji od triju segmenata: svemirskog, kontrolnog i korisničkog. Svemirski segment sastoji se od 24 do 32 satelita u srednjoj Zemljinoj orbiti, a također uključuje potisnike potrebne za njihovo lansiranje u orbitu. Kontrolni segment sastoji se od glavne kontrolne stanice (engl. Master Control Station), alternativne glavne kontrolne stanice (engl. Alternate Master Control Station) i baze dodijeljenih i zajedničkih zemaljskih antena i monitornih stanica. Korisnički segment sastoji se od stotina tisuća američkih i savezničkih vojnih korisnika sigurne usluge preciznog pozicioniranja GPS-a (engl. GPS Precise Positioning Service), te desetke milijuna civilnih, komercijalnih i znanstvenih korisnika usluge standardnog pozicioniranja (engl. Standard Positioning Service). Sateliti GPS-a emitiraju signale iz svemira koje GPS prijamnici koriste za prikazivanje trodimenzionalne lokacije (latitude, longitude i altitude) i preciznog vremena.
GPS je postao široko korištena pomoć u navigaciji širom svijeta i koristan alat za izradu karata, zemljišnu izmjeru, trgovinu, znanstvene svrhe, praćenje i nadzor. Osim navedenog precizna vremenska referencija koristi se u mnogim primjenama uključujući znanstvena istraživanja potresa te kao vremenski sinkronizacijski izvor za protokole mobitelnih mreža.
GPS je postao glavno uporište transportnih sustava širom svijeta, osiguravajući navigaciju za avijaciju, kopnene i pomorske operacije. Pomoć u katastrofama i usluge hitnih službi ovise o GPS-u u smislu lokacijskih i vremenskih mogućnosti nužno potrebnih u njihovim misijama spašavanja života. Precizno vrijeme koje pruža GPS olakšava svakodnevne aktivnosti poput bankarstva, funkcioniranja mobilnih telefona pa čak i nadzor nad električnom mrežom. Poljoprivrednici, geodeti, geolozi i nepregledno mnoštvo drugih stručnjaka obavljaju svoj posao učinkovitije, sigurnije, ekonomičnije i preciznije koristeći besplatne i dostupne signale GPS-a.

## Povijest
Dizajn GPS-a temelji se uglavnom na sličnim zemaljskim radijskim navigacijskim sustavima kao što su LORAN i Decca Navigator koji su razvijeni u ranim 1940-ima i korišteni tijekom Drugog svjetskog rata. Godine 1956. Friedwardt Winterberg predložio je test opće relativnosti uporabom preciznih atomskih satova postavljenih u orbitu u umjetne satelite. Kako bi postigao zahtjeve o preciznosti, GPS koristi principe opće relativnosti radi ispravka satelitskih atomskih satova. Dodatna inspiracija za GPS došla je kada je Sovjetski Savez lansirao prvi umjetni satelit Sputnik 1957. Tim američkih stručnjaka predvođen dr. Richardom B. Kershnerom bilježili su Sputnikove radijske transmisije. Pritom su otkrili da je zbog Dopplerova učinka frekvencija signala transmitiranog sa Spuntika bila viša kada se satelit približavao njima, a niža kada se satelit od njih udaljavao. Shvatili su da pošto znaju svoju točnu lokaciju na globusu mogu predvidjeti točku gdje se satelit nalazi duž svoje orbite mjerenjem Dopplerove distorzije.
Prvi satelitski navigacijski sustav Transit koji je koristila Ratna mornarica SAD-a uspješno je testiran 1960. Koristio je konstelaciju od pet satelita, a mogao je osigurati navigacijski fiks približno jedanput na sat. Ratna mornarica SAD-a razvila je 1967. satelit Timation koji je dokazao mogućnost smještaja preciznih satova u svemiru na čemu se temelji tehnologija GPS-a. Tijekom 1970-ih zemaljski navigacijski sustav Omega (engl. Omega Navigation System), zasnovan na usporedbi faze transmisije signala s parova stanica, postao je prvi svjetski radijski navigacijski sustav. Ograničenja ovih sustava ipak su dovela do potrebe za univerzalnijim navigacijskim rješenjem s većom preciznošću.
Iako su velike potrebe postojale za preciznu navigaciju u vojnom i civilnom sektoru, niti jedna od njih nije bila smatrana opravdanjem za utrošak milijarda dolara u istraživanje, razvoj, primjenu i rad složene konstelacije navigacijskih satelita. Ipak tijekom hladnoratovske utrke u naoružanju nuklearna prijetnja samom postojanju Sjedinjenih Država bila je upravo ona potreba koja je u očima Kongresa SAD-a opravdavala ovaj trošak. Stoga je ovaj učinak odvraćanja razlog zašto se krenulo s financiranjem razvoja GPS-a. Nuklearna trijada sastojala se podmorničkih balističkih projektila SLBM (engl. Submarine Launched Ballistic Missile) američke ratne mornarice zajedno sa strateškim bombarderima američkog ratnog zrakoplovstva i interkontinentalnim balističkim projektilima (ICBM, engl. Intercontinental Ballistic Missile). Smatrana vitalnom za stav nuklearnog odvraćanja, precizna determinacija lansirnih pozicija za SLBM-e bila je multiplikator sile. Precizna navigacija omogućila bi američkim podmornicama dobivanje preciznog fiksa njihovih pozicija prije lansiranja vlastitih SLBM-ova. Američko ratno zrakoplovstvo s dvije trećine nuklearne trijade također je imalo zahtjeve za preciznijim i pouzdanijim navigacijskim sustavom. Ratna mornarica i zrakoplovstvo paralelno su razvijale vlastite tehnologije da riješe ono što je zapravo bio isti problem. Radi povećanja sposobnosti preživljenja ICBM-a predložena je uporaba mobilnih lansirnih platformi pa je potreba za fiksiranjem lansirnih pozicija nalikovala situaciji sa SLBM-om. Godine 1960. ratno zrakoplovstvo predložilo je radionavigacijski sustav nazvan MOSAIC (Mobile System for Accurate ICBM Control, hrv. Mobilni sustav za preciznu kontrolu ICBM-a) koji je zapravo bio 3-D LORAN. Sljedeća studija nazvana Projekt 57 izvršena je 1963. i upravo je "u ovoj studiji rođen koncept GPS-a". Iste godine koncept pokrenut je Projekt 621B koji je imao "mnoge atribute koji se danas mogu vidjeti u GPS-u" i koji je obećana preciznost bombarderima ratnog zrakoplovstva te ICBM-ima. Izmjene u mornaričkom sustavu Transit bile su prespore za velike brzine u kojima je djelovalo ratno zrakoplovstvo. Mornarički istraživački laboratorij nastavio je poboljšanja sa svojim satelitima Timation (Time Navigation) koji su prvi lansirani 1967. dok je treći nosio 1974. godine prvi atomski sat postavljen u orbitu.
S ovim paralelnim razvojima iz 1960-ih zaključeno je kako se može razviti superioran sustav sintetiziranjem najboljih tehnologija iz 612B, Transita, Timationa i SECOR-a u jedan multiservisni program. Tijekom vikenda za praznik rada 1973. održao se sastanak od oko 12 vojnih časnika u Pentagonu koji su raspravljali o stvaranju DNSS-a (Defense Navigation Satellite System, hrv. Obrambeni navigacijski satelitski sustav). Upravo je na ovom sastanku "stvorena stvarna sinteza koja se razvila u GPS". Kasnije te godine program DNSS nazvan je Navstar. Budući da su pojedini sateliti bili pridruženi imenu Navstar (kao što je bio slučaj s prethodnicima Transitom i Timationom), počeo se koristiti sveobuhvatni naziv za identifikaciju konstelacije Navstarovih satelita. Ovaj potpuniji naziv bio je Navstar-GPS koji je poslije skraćen jednostavno u GPS.
Nakon što je let 007 Korean Air Linesa oboren 1983. zbog ulaska u zabranjeni zračni prostor SSSR-a, predsjednik Ronald Reagan objavio je direktivu kojom je GPS učinio slobodno dostupnim za civilnu uporabu kao opće dobro. Prvi satelit bio je lansiran 1989. godine, a 24. i posljednji 1994. godine.
U početku je signal najviše kvalitete bio rezerviran za vojnu uporabu, dok je signal dostupan civilnoj uporabi bio namjerno degradiran ("selektivno dostupan", SA prema engl. Selective Availability). To se promijenilo 2000. godine kada je predsjednik Bill Clinton naredio da se selektivna dostupnost (SA) ugasi u ponoć 1. svibnja 2000. čime se poboljšala preciznost civilnog GPS-a s oko 300 m na oko 20 m.

### Kronologija i modernizacija
| Blok | Period lansiranja | Satelitna lansiranja | Satelitna lansiranja | Satelitna lansiranja | Satelitna lansiranja | Trenutačno u orbiti i funkciji |
| Blok | Period lansiranja | Usp- ješna           | Neusp- ješna         | U pri- premi         | Plani- rana          | Trenutačno u orbiti i funkciji |
| --- | ----------------- | -------------------- | -------------------- | -------------------- | -------------------- | ------------------------------ |
| I | 1978. – 1985.     | 10                   | 1                    | 0                    | 0                    | 0                              |
| II | 1989. – 1990.     | 9                    | 0                    | 0                    | 0                    | 0                              |
| IIA | 1990. – 1997.     | 19                   | 0                    | 0                    | 0                    | 11 od 19 lansiranih            |
| IIR | 1997. – 2004.     | 12                   | 1                    | 0                    | 0                    | 12 od 13 lansiranih            |
| IIR-M | 2005. – 2009.     | 8                    | 0                    | 0                    | 0                    | 7 od 8 lansiranih              |
| IIF | 2010. – 2011.     | 0                    | 0                    | 10                   | 0                    | 0                              |
| IIIA | 2014.–?           | 0                    | 0                    | 0                    | 12                   | 0                              |
| IIIB |                   | 0                    | 0                    | 0                    | 8                    | 0                              |
| IIIC |                   | 0                    | 0                    | 0                    | 16                   | 0                              |
| Ukupno | Ukupno            | 58                   | 2                    | 10                   | 36                   | 30                             |
| (Posljednja izmjena: 29. prosinca 2009.) PRN 01 iz bloka IIR-M je pokvaren PRN 25 iz bloka IIA je pokvaren Vidi almanah GPS-a Arhivirana inačica izvorne stranice od 27. veljače 2010. (Wayback Machine). Za potpuniji popis vidi popis lansiranja satelita GPS-a |                   |                      |                      |                      |                      |                                |

- 1972. - Centralno postrojenje za testiranje inercijalnog vođenja (Holloman AFB) Ratnog zrakoplovstva SAD-a provelo je razvojne testove letenja dvaju prototipova prijamnika GPS-a iznad White Sands Missile Rangea koristeći zemaljske pseudosatelite.
- 1978. - lansiran prvi eksperimentalni satelit GPS-a iz bloka I.
- 1983. - nakon što je sovjetski presretački lovac oborio civilni linijski putnički avion KAL 007 koji je zalutao u zabranjeni zračni prostor zbog navigacijskih pogrešaka, te je pritom poginulo svih 269 putnika, američki predsjednik Ronald Reagan objavljuje da će GPS postati dostupan za civilnu uporabu nakon što bude dovršen.[11][12]
- do 1985. - lansirano dodatnih deset eksperimentalnih satelita iz bloka I radi procjene koncepta.
- 14. veljače 1989. - lansiran prvi moderni satelit iz bloka II.
- 1992. - deaktiviran 2nd Space Wing koji je izvorno upravljao sustavom; zamijenio ga 50th Space Wing.
- do prosinca 1993. - GPS postiže inicijalnu operacijsku sposobnost.[13]
- do 17. siječnja 1994. - kompletna konstelacija od 24 satelita u orbiti.
- travanj 1995. - NAVSTAR objavljuje punu operacijsku sposobnost.
- 1996. - prepoznavši važnost GPS-a za civilne korisnike jednako kao i za vojne, američki predsjednik Bill Clinton objavljuje političku direktivu[14] kojom se GPS deklarira kao sustav dvostruke uporabe; osniva se Međuagencijsko izvršno vijeće za GPS (engl. Interagency GPS Executive Board) radi upravljanja GPS-om na nacionalnoj razini.
- 1998. - američki potpredsjednik Al Gore objavljuje planove nadogradnje GPS-a s dva nova civilna signala radi poboljšane korisničke preciznosti i pouzdanosti, posebice u odnosu na avijacijsku sigurnost a 2000. američki Kongres potvrđuje potporu koju naziva GPS III.
- 1998. - tehnologija GPS-a uvedena je u Kuću slavnih svemirske tehnologije Svemirske fundacije (eng. Space Foundation)
- 2. svibnja 2000. - prekinuta "selektivna dostupnost" kao rezultat izvršne odluke iz 1996. čime je korisnicima omogućen prijam nedegradiranog signala u cijelom svijetu.
- 2004. - vlada SAD-a potpisuje ugovor s Europskom zajednicom kojim se uspostavlja suradnja GPS-a i europskog planiranog sustava Galileo.
- 2004. - američki predsjednik George W. Bush obnavlja nacionalnu politiku i zamjenjuje izvršno vijeće Nacionalnim izvršnim odborom za svemirsko pozicioniranje, navigaciju i mjerenje vremena (engl. National Executive Committee for Space-Based Positioning, Navigation, and Timing)
- studeni 2004. - QUALCOMM objavljuje uspješne testove asistiranog GPS-a (eng. Assisted GPS) za mobilne telefone.[15]
- 2005. - lansiran prvi modernizirani GPS satelit koji započinje transmitirati drugi civilni signal (L2C) za naprednu korisničku izvedivost.
- 14. rujna 2007. - zastarjeli Zemaljski segmentni kontrolni sustav (engl. Ground Segment Control System) baziran na računalu velikih mogućnosti prenesen je u novi Plan evolucije arhitekture (engl. Architecture Evolution Plan).[16]
- 17. kolovoza 2009. - posljednje lansiranje.[17] Najstariji operativni GPS satelit lansiran je 26. studenog 1990. a funkcionalnim je postao 10. prosinca 1990.[18]
- 19. svibnja 2009. - Ured za odgovornost Vlade (eng. Government Accountability Office) SAD-a objavljuje izvješće kojim se upozorava kako bi neki GPS sateliti mogli zakazati 2010.[19]
- 21. svibnja 2009. - Zapovjedništvo za svemir Ratnog zrakoplovstva (eng. Air Force Space Command) SAD-a smiruje strahove o zakazivanju sustava GPS-a izjavom kako "postoji samo malen rizik od toga da nećemo prekoračiti naše standarde izvedivosti."[20]

## Osnovni koncepti GPS-a
GPS prijamnik izračunava svoju poziciju tako što precizno mjeri vrijeme signala koje šalju sateliti GPS-a visoko iznad Zemlje. Svaki satelit kontinuirano transmitira poruke koje sadrže:
- vrijeme transmisije poruke
- preciznu orbitalnu informaciju (efemeridu)
- stanje općeg sustava i grube orbite svih satelita GPS-a (almanah).

Prijamnik determinira razlike u vremenu potrebnom za primanje poruka. Iz ovih razlika on determinira razlike u udaljenosti do svakog satelita. Ove se razlike udaljenosti zajedno sa satelitnim lokacijama koriste geometrijskom trilateracijom za izračun pozicije prijamnika. Pozicija se zatim prikazuje na zaslonu, a moguć je prikaz i pokretne karte ili latitude i longitude; informacija o elevaciji može biti također uključena. Mnoge GPS jedinice također prikazuju izvedene informacije poput smjera i brzine izračunatih iz pozicijskih promjena.
Čini se kako su tri satelita dovoljna za određivanje pozicije, jer prostor ima tri dimenzije pa se pozicija na Zemljinoj površini može pretpostaviti. No čak i vrlo mala pogreška sata pomnožena s vrlo velikim brzinom svjetlosti – brzinom kojom se satelitski signali šire – rezultira u velikoj pozicijskoj pogrešci. Stoga prijamnici koriste četiri ili više satelita za određivanje svoje lokacije i vremena. Vrlo precizno izračunato vrijeme učinkovito je skriveno u većini primjena GPS-a kod kojih se koristi samo lokacija. Nekoliko specijaliziranih primjena GPS-a ipak koriste vrijeme, a među njih spadaju vremenski transfer, sinkronizacija prometnih signala i sinkronizacija baznih stanica za mobilne telefone (IS-95).
Iako su za normalnu operaciju potrebna četiri satelita, u posebnim slučajevima može ih biti i manje. Ako je jedna varijabla već poznata, prijamnik može determinirati svoju poziciju koristeći samo tri satelita. (Primjerice, brod ili avion mogu znati elevaciju). Neki GPS prijamnici mogu koristiti dodatne tragove ili pretpostavke (poput ponovne uporabe posljednje poznate altitude, navigacije po procjeni, inercijalne navigacije ili uključivanja informacije iz putnog računala) radi prikazivanja degradirane pozicije kada je vidljivo manje od 4 satelita (vidi, Poglavlja 7 i 8, i).

### Uvod u izračun pozicije
Zbog prikaza uvodnog opisa kako GPS prijamnik radi, pogreške mjerenja bit će zanemarene u ovom poglavlju. Koristeći poruke primljene s najmanje četiriju vidljivih satelita, GPS prijamnik može determinirati vrijeme slanja a zatim i satelitske pozicije koje odgovaraju pojedinim vremenima slanja. Komponente pozicije x, y i z te vrijeme slanja naznačene su kao {\displaystyle \scriptstyle \left[x_{i},\,y_{i},\,z_{i},\,t_{i}\right]} gdje je indeks i označava broj satelita i poprima vrijednost 1, 2, 3 ili 4. Poznavajući indicirano vrijeme primitka poruke {\displaystyle \scriptstyle \ tr}, GPS prijamnik može izračunati indicirano tranzitno vrijeme poruke kao {\displaystyle \scriptstyle \left(tr-t_{i}\right)}. Uz pretpostavku da je poruka putovala brzinom svjetlosti c, prijeđena udaljenost {\displaystyle \scriptstyle p_{i}} može se izračunati kao {\displaystyle \scriptstyle \left(tr-t_{i}\right)c}.
Pozicija satelita i udaljenost do prijamnika definiraju sferičnu površinu čiji centar predstavlja satelit. Pozicija prijamnika je negdje na toj površini. Stoga se s četirima satelitima indicirana pozicija GPS prijamnika nalazi u sjecištu površina četiriju sfera ili pored tog sjecišta. (U idealnom slučaju bez pogrešaka GPS prijamnik nalazio bi se u sjecištu četiriju površina).
Ako se površine dviju sfera sijeku u više od jedne točke, onda se one sijeku u kružnici. Članak o trilateraciji prikazuje ovo matematički. Slika na kojoj se površine dviju sfera sijeku u krugu prikazana je ispod.
Sjecište treće sferične površine s prve dvije dat će presjek te kružnice, a u većini slučajeva u praksi, to znači da se sijeku u dvije točke. Druga slika na kojoj je prikazano kako površina sfera siječe kružnicu (ne disk) u dvije točke ilustrira navedena sjecišta. Dva sjecišta označena su točkama. Članak o trilateraciji opet jasno pokazuje ovo matematički.
Ispravna pozicija GPS prijamnika za automobile i ostala prizemna vozila jest sjecište koje se nalazi najbliže površini Zemlje. Za svemirska vozila ispravno sjecište može biti ono koje je najudaljenije od Zemlje.
Točna pozicija GPS prijamnika također je sjecište koje se nalazi najbliže površini sfere koja odgovara četvrtom satelitu.

### Ispravljanje sata GPS prijamnika
Metoda kalkulacije pozicije u slučaju bez pogrešaka već je objašnjena. Jedan od najznačajnijih izvora pogrešaka jest sat GPS prijamnika. Procijenjene udaljenosti od GPS prijamnika do satelitâ ili pseudorasponi zbog vrlo velike vrijednosti brzine svjetlosti c vrlo su osjetljivi na pogreške satova GPS prijamnika. To nalaže nužno korištenje ekstremno preciznih i skupih satova radi funkcioniranja GPS prijamnika. Proizvođači u drugu ruku preferiraju izradu jeftinih GPS prijamnika za masovna tržišta. Rješenje ove dileme bazira se na načinu kako se sferne površine sijeku u problemu GPS-a.
Vrlo je vjerojatno da će se površine triju sfera sjeći jer je kružnica presjeka prvih dviju sfera normalno poprilična velika pa će stoga površina treće sfere vrlo vjerojatno sjeći ovu veliku kružnicu. Naprotiv, malo je vjerojatno da će površina sfere koja odgovara četvrtom satelitu sjeći bilo koju od dviju točaka iz presjeka prvih triju pošto bi svaka pogreška sata mogla uzrokovati promašaj točke presjeka. Ipak, udaljenost valjane procjene pozicije GPS prijamnika do površine sfere koja odgovara četvrtom satelitu može se iskoristiti za izračun korekcije satova. Neka {\displaystyle \scriptstyle r_{4}} označava udaljenost od valjane procjene pozicije GPS prijamnika do četvrtog satelita a {\displaystyle \scriptstyle p_{4}} neka označava pseudoraspon četvrtog satelita. Neka je {\displaystyle \scriptstyle da\,=\,r_{4}\,-\,p_{4}}. Primijetite da je {\displaystyle \scriptstyle da} udaljenost od izračunate pozicije GPS prijamnika do površine sfere koja odgovara četvrtom satelitu. Stoga kvocijent {\displaystyle \scriptstyle b\,=\,da/c\ } daje procjenu od
(ispravno vrijeme) - (vrijeme indicirano satom na prijamniku),
a sat GPS prijamnika može se pomaknuti unaprijed ako je {\displaystyle \scriptstyle b} pozitivno ili unatrag ako je {\displaystyle \scriptstyle b} negativno.

## Segmentacija sustava
Trenutačni GPS sastoji se od triju glavnih segmenata. To su svemirski segment (SS, engl. space segment), kontrolni segment (CS, engl. control segment) i korisnički segment (US, engl. user segment).

### Svemirski segment
Za više informacija pogledajte poglavlje 4.3 u "Essentials of Satellite Navigation Compendium", GPS satelit, popis lansiranja GPS satelita i poglavlje 6. u The global positioning system by Parkinson and Spilker.
Svemirski segment (SS) sastoji se od orbitirajućih GPS satelita ili svemirskih vozila (SV, engl. Space Vehicles) u žargonu GPS-a. Dizajn GPS-a originalno je bio namijenjen za 24 SV-a od kojih je po osam trebalo nalaziti u tri kružne orbitalne ravnine, no to je modificirano u šest ravnina s po 4 satelita. Orbitalne ravnine centrirane su u Zemlji te ne rotiraju u odnosu na udaljene zvijezde. Šest ravnina imaju inklinaciju (nagib prema Zemljinu ekvatoru) od približno 55° te su odvojene rektascenzijom od po 60° ascendirajućeg čvora (kut duž ekvatora od referentne točke do orbitnog presjeka). Orbite su raspoređene tako da je najmanje šest satelita uvijek u liniji vidljivosti s gotovo svake točke na Zemljinoj površini.
Orbitirajući na visini od približno 20.200 kilometara (oko 12.550 milja ili 10.900 nautičkih milja; orbitalni radijus od približno 26.600 km (oko 16.500 mi ili 14.400 NM)), svaki SV obiđe dvije pune orbite svakog sideričkog dana, ponavljajući istu prizemnu putanju svakog dana. Tijekom razvoja ovo je bilo vrlo korisno jer je čak i samo četiri satelita u ispravnom rasporedu značilo da će sva četiri biti vidljiva s neke točke nekoliko sati svakog dana. Ponavljanje prizemnih putanja može se koristiti za vojne operacije radi osiguravanja dobre pokrivenosti u borbenim zonama.
Od ožujka 2008. konstelaciju GPS-a čini 31 aktivno emitirajući satelit, te dva starija satelita povučena iz aktivne službe koji se nalaze u konstelaciji kao orbitalne pričuve. Dodatni sateliti poboljšavaju preciznost izračuna GPS prijamnika osiguravajući redundantna mjerenja. Povećanim brojem satelita konstelacija je promijenjena u neuniformnom rasporedu. Takav je raspored bio prikazan radi poboljšanja pouzdanosti i dostupnosti sustava u odnosu na uniformni sustav kada mnogi sateliti zakažu. Oko osam satelita vidljivo je s bilo koje točke na Zemlji u bilo koje vrijeme (vidi animaciju desno).

### Kontrolni segment
Kontrolni segment sastoji se od:
- glavne kontrolne stanice (MCS, engl. Master Control Station),
- alternativne glavne kontrolne stanice (engl. Alternate Master Control Station),
- četiriju dodijeljenih zemaljskih antena i
- šest dodijeljenih monitornih stanica.

MCS također može pristupiti zemaljskim antenama Satelitske kontrolne mreže Ratnog zrakoplovstva SAD-a (AFSCN, engl. U.S. Air Force Satellite Control Network) za dodatne mogućnosti zapovijedanja i kontrole te monitornim stanicama NGA-e (National Geospatial-Intelligence Agency, Nacionalna geoprostorna obavještajna agencija). Putanje satelita prate nadzorne stanice Ratnog zrakoplovstva SAD-a na Havajima, Kwajaleinu, Ascensionu, Diegu Garciji, Colorado Springsu u Coloradu i Cape Canaveralu skupa sa zajedničkim monitornim stanicama NGA-e koje djeluju u Engleskoj, Argentini, Ekvadoru, Britaniji, Australiji i Washingtonu DC. Informacije o praćenju šalju se u MCS Svemirskog zapovjedništva Ratnog zrakoplovstva u zračnoj bazi Schriever, 16 milja ESE od Colorado Springsa, kojom operira 2. eskadra za svemirske operacije (2 SOPS, engl. 2nd Space Operations Squadron) Ratnog zrakoplovstva SAD-a (USAF, engl. United States Air Force). 2 SOPS zatim redovito kontaktira svaki satelit GPS-a s navigacijskim ažuriranjem koristeći dodijeljene ili zajedničke (AFSCN-ove) zemaljske antene (zemaljske antene dodijeljene GPS-u smještene su na Ascensionu, Diegu Garciji, Kwajaleinu i Colorado Springsu). Ova ažuriranja sinkroniziraju atomske satove na satelitima na samo nekoliko nanosekunda međusobne razlike, te usklađuju efemeridu internalnog orbitalnog modela u svakom satelitu. Ova ažuriranja rade se Kalmanovim filtrom koji koristi ulazne elemente iz zemaljskih monitornih stanica, informacija o vremenu u svemiru te mnogih drugih.
Satelitski manevri nisu precizni po standardima GPS-a. Za promjenu orbite satelita potrebno je prvo satelit označiti nezdravim tako da ga prijamnici ne koriste u svojim izračunima. Tek se nakon toga može izvesti manevar, a rezultirajuća orbita pratiti sa Zemlje. Zatim se šalju podaci o novoj efemeridi, a satelit se ponovo označava zdravim.

### Korisnički segment
Korisnički segment sastoji se od stotina tisuća američkih i savezničkih vojnih korisnika sigurne usluge preciznog pozicioniranja GPS-a (engl. GPS Precise Positioning Service) i desetke milijuna civilnih, komercijalnih i znanstvenih korisnika usluge standardnog pozicioniranja (engl. Standard Positioning Service). GPS prijamnici općenito se sastoje od antene podešene na frekvencije na kojima transmitiraju sateliti, prijamničkih procesora, te visokostabilnog sata (često kristalnog oscilatora). Također mogu sadržavati zaslon koji korisniku prikazuje informaciju o lokaciji i brzini. Prijamnik se često opisuje po broju njegovih kanala: to znači koliko satelita prijamnik može simultano nadzirati. U početku je broj kanala bio ograničen na četiri ili pet, no tijekom godina on se progresivno povećavao tako da su 2007. godine prijamnici tipično imali između 12 i 20 kanala.
GPS prijamnici mogu uključivati ulaz za diferencijalne korekcije rabeći format RTCM SC-104. On je tipično u formi porta RS-232 s brzinom od 4.800 bit/s. Podaci se zapravo šalju puno manjom brzinom što ograničava točnost signala poslanog RTCM-om. Prijamnici s unutarnjim DGOS prijamnicima mogu izvedivošću nadići prijamnike koji koriste vanjske RTCM podatke. Od 2006. godine čak i jeftine jedinice obično sadrže prijamnike sa sustavom za augmentaciju širokog područja (WAAS, engl. Wide Area Augmentation System).
Mnogi GPS prijamnici mogu podatke o poziciji prenositi na osobno računalo ili drugi uređaj koristeći protokol NMEA 0183 ili noviji i manje korišteni protokol NMEA 2000. Iako ove protokole službeno definira NMEA, referencije ovih protokola sastavljene su iz javnih zapisa čime je alatima s otvorenim izvorom poput gpsd-a omogućeno čitanje protokola bez kršenja zakonâ o intelektualnom vlasništvu. Postoje također ostali protokoli zaštićeni zakonom poput protokola SiRF i protokola MTK. Prijamnici se mogu povezivati s ostalim uređajima rabeći metode uključujući serijsku konekciju, USB ili Bluetooth.
Više informacija: GPS navigacijski uređaji

## Navigacija
O aspektima navigacije govori se u ovom odlomku. Pododlomak o navigacijskim signalima govori o detaljima sadržaja poruke. Navedene su frekvencije nosača kojima se šalju poruke. Opisane su demodulacija nosača i dekodiranje signala sa satelita. Pododlomak o izračunu pozicije ne zahtijeva poznavanje ostalih pododlomaka. Osnovne jednadžbe koje opisuju geometriju sfere i fundamentalan koncept po kojem satelitna poruka putuje brzinom svjetlosti koriste se u pododlomku. Pododlomak o multidimenzionalnom Newton-Raphsonu mogu biti zanimljivi samo onim čitateljima koji traže detaljnije poznavanje zapisivanja algoritama i nepotrebne su za čitatelja koji je zainteresiran za ovoliku količinu detalja.

### Navigacijski signali
Svaki satelit GPS-a kontinuirano emitira Navigation message (hrv. navigacijska poruka) brzinom od 50 bit/s koja sadržava time-of-week  Arhivirana inačica izvorne stranice od 18. veljače 2021. (Wayback Machine) (dosl. vrijeme u tjednu), GPS broj tjedna i informaciju o zdravlju satelita (sve emitirano u prvom dijelu poruke), efemeridu (emitiranu u drugom dijelu poruke) i almanah (posljednji dio poruke). Poruka se šalje u okvirima od kojih svakom treba 30 sekunda za emitiranje 1.500 bitova.
Emitiranje svakog okvira od 30 sekunda započinje precizno svake minute i pola minute kao što je naznačeno satelitskim atomskim satom prema satelitskom formatu poruke. Svaki okvir sadrži 5 podokvira dugih 6 sekunda i s 300 bitova. Svaki podokvir sadrži 10 riječi od po 30 bitova i dugih od po 0,6 sekunda.
Riječi 1 i 2 svakog podokvira imaju jednak tip podataka. Prva riječ je telemetrijska riječ koja naznačuje početak podokvira, a prijamnik je koristi za sinkronizaciju s navigacijskom porukom. Druga riječ je HOW ili handover word (riječ prekapčanja) koja sadrži vremensku informaciju koja omogućuje prijamniku identifikaciju podokvira te pruža vrijeme slanja sljedećeg podokvira.
Riječi 3 do 10 podokvira 1 sadrže podatke koji opisuju satelitski sat i njegov odnos prema vremenu GPS-a. Riječi 3 do 10 podokvira 2 i 3 sadrže podatke o efemeridi te daju preciznu orbitu samog satelita. Efemerida se ažurira svaka 2 sata, a općenito vrijedi 4 sata s provizijom za ažuriranja svakih 6 sati ili dulje u nenominalnim uvjetima. Vrijeme potrebno za uzimanje efemeride postaje značajan element kašnjenja u fiksaciji prve pozicije je kako hardver postaje sve moćniji, vrijeme potrebno za zaključavanje satelitskog signala skraćuje se a podaci o efemeridi zahtijevaju 30 sekunda (u najgorem slučaju) prije nego što se zaprime i to zbog niske razine transmisije podataka.
Almanah se sastoji od grube orbite i informacija o statusu svakog satelita u konstelaciji, ionosferskog modela te informacija o odnosu GPS deriviranog vremena i koordiniranog univerzalnog vremena (UTC). Riječi 3 do 10 podokvira 4 i 5 sadrže novi dio almanaha. Svaki okvir sadrži 1/25 almanaha pa je potrebno 12,5 minuta za primanje cjelovitog alamanaha samo s jednog satelita. Almanah služi za nekoliko svrha. Prva je asistencija u akviziciji dostupnih satelita, omogućujući prijamniku generiranje popisa vidljivih satelita baziranog na pohranjenoj poziciji i vremenu, dok je efemerida sa svakog satelita potrebna za izračunavanje ispravaka pozicije korištenjem tog satelita. Na starijem hardveru nedostatak almanaha u novim prijamnicima uzrokovao bi duža čekanja prije prikaza valjane pozicije jer je traženje svakog satelita bio spor proces. Napredak u hardveru učinio je proces akvizicije mnogo bržim tako da odsustnost almanaha više ne predstavlja problem. Druga svrha odnosi se na vrijeme derivirano iz GPS-a (tzv. GPS vrijeme) povezano s internacionalnim vremenskim standardom UTC. Konačno, almanah omogućuje prijamniku s jednom frekvencijom ispravak ionosferske pogreške korištenjem globalnog ionosfernog modela. Korekcije nisu jednako pouzdane kao augmentacijski sustavi poput WAAS-a ili prijamnika s dvjema frekvencijama. No i to je često bolje ni od kakve korekcije jer ionosferna pogreška je izvor najveće pogreške za GPS prijamnike s jednom frekvencijom. Važno je o navigacijskim podacima napomenuti da svaki satelit ne transmitira samo svoju efemeridu već transmitira almanah za sve satelite.
Svi sateliti emitiraju na dvije frekvencije 1,57542 GHz (signal L1) i 1,2276 GHz (signal L2). Prijamnik može razlikovati signale iz različitih satelita jer GPS koristi tehniku širokog spektra nazvanu mnogostruki pristup podjele koda (CDMA, engl. code division multiple access) gdje se podaci poruke s niskom razinom prijenosa kodiraju pseudonasumičnom (PRN, engl. pseudo-random) sekvencijom visoke razine koja je različita za svaki satelit. Prijamnik zna PRN kodove za svaki satelit pa može to koristiti za rekonstrukciju aktualnih podataka poruke. Podaci poruke transmitiraju se brzinom od 50 bitova u sekundi. Koriste se dva različita CDMA kodiranja: grubi/akvizicijski (C/A, engl. coarse/acquisition) kod (ili tzv. zlatni kod) na 1,023 milijuna čipova u sekundi, te precizni (P) kod na 10,23 milijuna čipova u sekundi. L1 nosač je moduliran s oba koda, tj. C/A i P kodom, dok je L2 nosač moduliran samo P kodom. C/A kod je javan i koriste ga civilni GPS prijamnici, dok P kod može biti kriptiran kao tzv. P(Y) kod koji je jedino dostupan vojnoj opremi uz odgovarajući dekripcijski ključ. Oba koda, C/A i P(Y), otkrivaju korisniku precizno dnevno vrijeme.

### Satelitske frekvencije
- L1 (1575,42 MHz): spoj navigacijske poruke, grubog akvizicijskog (C/A) koda i enkriptiranog preciznog (P) koda plus novi L1C na budućim satelitima bloka III.
- L2 (1227,60 MHz): P(Y) kod plus novi L2C kod na Block IIR-M i novijim satelitima.
- L3 (1381,05 MHz): koristi se za korisni sadržaj sustava za detekciju nuklearnih detonacija (NUDET, engl. Nuclear Detonation) (NDS, engl. NUDET Detection System) radi signalne detekcije nuklearnih detonacija i ostalih visokoenergetskih infracrvenih događaja. Koristi se za provođenje ugovora o zabrani nuklearnih ispitivanja.
- L4 (1379,913 MHz): proučava se za dodatne ionosferne korekcije.
- L5 (1176,45 MHz): predložen za uporabu kao civilni signal za životnu sigurnost (SoL, engl. safety-of-life) (vidi modernizacija GPS-a). Ova se frekvencija nalazi u internacionalno zaštićenom pojasu za aeronautičku navigaciju što obećava malenu ili nikakvu interferenciju u svim okolnostima. Prvi satelit bloka IIF koji će osigurati ovaj signal planira se lansirati 2010. godine.[42]

### C/A kod

#### Demodulacija i dekodiranje
Budući da su svi satelitski signali modulirani na istoj frekvenciji L1 nosača, potrebno je odvojiti signale nakon demodulacije. To se radi dodjeljivanjem jedinstvene pseudonasumične sekvencije poznate kao zlatni kod svakome satelitu, a signali se dekodiraju nakon demodulacije uporabom modulo 2 dodatka zlatnog koda koji odgovara satelitima n1 do nk gdje je k broj kanala u GPS prijamniku a n1 do nk odgovara pseudonasumičnim brojevima koji se pridružuju satelitima. Svaki satelitski identifikator PRN-a jest jedinstven i u rasponu od 1 do 32. Rezultat tih modulo 2 dodataka jesu navigacijske poruke od 50 bit/s od satelita n1 sve do nk. Zlatni kodovi korišteni u GPS-u čine sekvenciju od 1023 bitova s periodom od jedne milisekunde. Ovi su zlatni kodovi jako uzajamno pravokutni tako da je malo vjerojatno da će se jedan satelitski signal krivo interpretirati s drugim. Zlatni kodovi također imaju dobra autokorelacijska svojstva.
Postoji 1025 različitih zlatnih kodova duljine 1023 bitova, no od svih njih koristi se samo 32. Ovi zlatni kodovi često se nazivaju pseudonasumičnim šumom jer ne sadrže nikakve podatke i izgledaju nalik nasumičnim sekvencijama. No, to može zavarati jer su oni zapravo determinističke sekvencije.
Ako su se informacije o almanahu prethodno prikupile, prijamnik odabire koje će satelite osluškivati prema njihovim PRN-ovima. Ako se informacije o almanahu ne nalaze u memoriji, prijamnik ulazi u pretraživački mod i kruži kroz PRN brojeve sve dok se ne zaključa na jednom od satelita. Kako bi se uspio zaključati, potrebna je neometana linija vidljivosti između prijamnika i satelitâ. Prijamnik zatim može preuzeti almanah i determinirati satelite koje će osluškivati. Prijamnik detektira svaki satelitski signal tako što ga identificira prema različitom obrascu C/A koda.
Prijamnik koristi C/A zlatni kod s istim PRN brojem kao i satelit radi izračunavanja pomaka O (engl. offset) koji generira najbolju korelaciju. Pomak O izračunava se metodom pokušaja i pogreške. 1023 bita satelitskog PRN signala uspoređuju se s prijamničkim PRN signalom. Ako se ne postigne korelacija, 1023 bita prijamničkog unutarnjeg generiranog PRN koda zamjenjuje se za jedan bit u odnosu na satelitski PRN kod, te se zatim signali ponovo uspoređuju. Proces se ponavlja sve dok se ne postigne korelacija ili se iskušaju sva moguća 1023 slučaja. Ako se iskušaju svih 1023 slučaja bez postizanja korelacije, onda se frekvencijski oscilator pomiče na sljedeću vrijednost i proces se ponavlja.
Budući da se primljena frekvencija nosača može razlikovati zbog Dopplerova pomaka, točke gdje počinju primljene PRN sekvencije ne moraju se razlikovati od O egzaktnim integralnim brojem milisekunda. Zbog ovoga se praćenje frekvencije nosača zajedno s praćenjem PRN koda koristi za determiniranje trenutka kada primljeni satelitski PRN kod počinje. Za razliku od ranijih izračunavanja pomaka u kojem se potencijalno trebalo iskušavati svih 1023 pomaka, praćenje održavanja zaključavanja obično zahtijeva zamjenu na polovicu pulsne duljine ili manje. Kako bi izveo ovo praćenje, prijamnik promatra dvije veličine, faznu pogrešku i primljeni frekvencijski pomak. Korelacija između primljenog PRN koda u odnosu na PRN kod koji generira prijamnik izračunava se radi determiniranja jesu li bitovi dvaju signala krivo postavljeni. Usporedbe s korelacijom izračunatom PRN kodom koji generira prijamnik pomicanjem polovice pulsne širine ranije i polovice pulsne širine kasnije (vidi odlomak 1.4.2.4) koriste se za procjenu učestalosti fazne pogreške. Naredba za frekvencijski generator i svako sljedeće potrebno pomicanje PRN koda izračunavaju se kao funkcija fazne pogreške i učestalosti fazne pogreške u skladu s korištenim kontrolnim zakonom. Dopplerova brzina izračunava se kao funkcija frekvencijskog pomaka od nominalne frekvencije nosača. Dopplerova brzina je komponenta brzine duž linije vidljivosti prijamnika u odnosu na satelit.
Kako prijamnik nastavlja čitati sukcesivne PRN sekvencije, naići će na iznenadnu promjenu u fazi od 1023 bita primljenog PRN signala. To označava početak podatkovnog bita navigacijske poruke (vidi odlomak 1.4.2.5). To omogućava prijamniku početak čitanja 20 milisekunda dugih bitova navigacijske poruke. Svaki podokvir navigacijskog okvira počinje s telemtrijskom riječi koja omogućava prijamniku detekciju početka podokvira i determinaciju vremena na satu prijamnika kada počinje navigacijski podokvir. Svaki podokvir navigacijskog okvira također je identificiran bitovima u prekapčanoj riječi (HOW, engl. handover word) što omogućuje prijamniku determiniranje podokvira (vidi odlomak 1.4.2.6 i odlomak 2.5.4 "Essentials of Satellite Navigation Compendium" (Osnove satelitskog navigacijskog kompendija)). Prije prve procjene pozicije može biti prisutna odgoda do najviše 30 sekunda zbog potrebe čitanja efemernih podataka prije izračunavanja presjecišta sfernih površina.
Nakon što se podokvir pročita i interpretira može se izračunati vrijeme slanja sljedećeg podokvira pomoću uporabe podatka o korekciji sata i HOW-a. Prijamnik zna vrijeme sata prijamnika kada je primljen sljedeći podokvir iz detekcije telemetrijske riječi koja stoga omogućuje izračunavanje tranzitnog vremena i stoga pseudoraspona. Prijamnik je potencijalno sposoban prikupiti novo mjerenje pseudoraspona na početku svakog podokvira ili svakih 6 sekunda.
Zatim se orbitalni pozicijski podaci ili efemerida iz navigacijske poruke koristi za precizan izračun položaja gdje je satelit bio na početku poruke. Osjetljiviji prijamnik potencijalno će brže moći prikupiti efemeridne podatke od manje osjetljivog prijamnika posebice u bučnoj okolini.
Proces se ponavlja za svaki satelit koji prijamnik osluškuje.

#### Napredni izračun pozicije
Prije prikaza matematičkog opisa izračuna pozicije, ukratko je dan uvodni materijal o ovoj temi. Za opisivanje osnovnog koncepta kako GPS prijamnik radi u početku se ignoriraju pogreške. Uporabom poruka primljenih s četiriju satelita GPS prijamnik može determinirati satelitske pozicije i vrijeme slanja poruka. Komponente pozicije x, y i z te vrijeme slanja označeni su kao {\displaystyle \ \left[x_{i},y_{i},z_{i},t_{i}\right]} gdje supskript i označava satelit i poprima vrijednost 1, 2, 3 ili 4. Poznavajući vrijeme slanja poruke {\displaystyle \ \ tr_{i}}, GPS prijamnik može izračunati naznačeno tranzitno vrijeme poruke {\displaystyle \ \left(tr_{i}-t_{i}\right)}. Uz pretpostavku da je poruka putovala brzinom svjetlosti c prijeđena udaljenost {\displaystyle \ \ p_{i}} može se izračunati kao {\displaystyle \ \left(tr_{i}-t_{i}\right)c}. Poznavajući udaljenost GPS prijamnika do satelita i poziciju satelita implicira se da je GPS prijamnik smješten na površini sfere centriranoj na poziciji satelita. Stoga znamo da je naznačena pozicija GPS prijamnika na presjeku površina četiriju sfera ili blizu njega. U idealnom slučaju bez pogrešaka GPS prijamnik nalazit će se na presjeku površina četiriju sfera. Ako se površine dviju sfera sijeku u više od jedne točke, onda se one sijeku u kružnici. Ovdje u svrhe GPS-a isključujemo nerealni slučaj dvije koincidentne sfere. Slika dviju sfernih površina koje se sijeku u kružnici, prikazana je dolje radi pomoći čitatelju u vizualizaciji ovog presjeka. Dvije točke u kojoj se sijeku površine sfera jasno su naznačene na slici. Udaljenost među tim dvjema točkama promjer je kruga presjeka. Ako i dalje ne vidite navedeno, pokušajte razmotriti kako bi izgledao bočni pogled na sfere koje se sijeku. Taj bi pogled trebao izgledati jednako kao na slici zbog simetrije dviju sfera. Zaista, pogled iz bilo kojeg vodoravnog smjera izgledat će jednako. To bi trebalo pojasniti čitatelju da se površine dviju sfera zaista sijeku u kružnici.
Članak o trilateraciji matematički pokazuje kako je determinirana jednadžba kruga. Krug i sferna površina u praksi se u većini slučajeva sijeku u dvije točke, iako je zamislivo da se sijeku u jednoj ili ni u jednoj točki. Ovdje isključujemo u svrhe GPS-a nerealni slučaj od tri kolinearna (leže na istom pravcu) sferna centra. Druga slika koja prikazuje površinu sfere koja siječe kružnicu (ne disk) u dvije točke prikazana je radi pomoći u vizualizaciji ovog presjeka. Trilateracija opet jasno pokazuje to matematički. Ispravna pozicija GPS prijamnika je ona koja je najbliža četvrtoj sferi. Ovaj je odlomak opisao osnovni koncept GPS uz ignoriranje pogrešaka. Sljedeći je problem kako procesirati poruke kada su prisutne pogreške.
Neka {\displaystyle \ \ b} označava pogrešku ili otklon sata, vrijednost za koju sat prijamnika kasni. GPS prijamnik ima četiri nepoznanice, tri komponente pozicije GPS prijamnika i otklon sata {\displaystyle \ \left[x,y,z,b\right]}. Jednadžba sfernih površina dana je sljedećim izrazom
{\displaystyle (x-x_{i})^{2}+(y-y_{i})^{2}+(z-z_{i})^{2}={\bigl (}[tr_{i}+b-t_{i}]c{\bigr )}^{2},}{\displaystyle \;i=1,2,3,4}
Druga korisna forma ovih jednadžbi dana je u pojmovima pseudoraspona koji su jednostavno rasponi aproksimativno bazirani na naznačenom (tj. nekorigiranom) vremenu sata GPS prijamnika tako da je {\displaystyle p_{i}=\left(tr_{i}-t_{i}\right)c}. Stoga su jednadžbe sljedeće:
{\displaystyle p_{i}={\sqrt {(x-x_{i})^{2}+(y-y_{i})^{2}+(z-z_{i})^{2}}}-bc,\;i=1,2,3,4}.
Dvije najvažnije metode izračuna pozicije GPS prijamnika i satnog otklona jesu (1) trilateracija koju slijedi pronalaženje jednodimenzionalnog numeričkog korijena te (2) multidimenzionalne Newton-Raphsonove kalkulacije. U sljedećim retcima govori se o prednostima ovih dviju metoda.
- Prijamnik može riješiti trilateraciju koju slijedi jednodimenzionalno numeričko korijensko pronalaženje.[48] Ova metoda rabi trilateraciju za determiniranje intersekcije površina triju sfera. U trilateraciji je jasno prikazano da se površine triju sfera sijeku u točkama 0, 1 i 2. U običnom slučaju dva presjeka odabire se rješenje koje je najbliže površini sfere koja odgovara četvrtom satelitu. Umjesto njega može se ponekad rabiti površina Zemlje posebice u slučaju civilnih GPS prijamnika jer je u SAD-u ilegalno pratiti vozila iznad 60.000 stopa (18.000 m) visine. Otklon {\displaystyle \ b} računa se zatim kao funkcija udaljenosti od rješenja do površine sfere koja odgovara četvrtom satelitu. Za determiniranje funkcije koja će se koristiti za izračun {\displaystyle \ b} vidi poglavlje o pronalaženju korijena u[48] ili pregled. Korištenjem ažuriranog primljenog vremena baziranog na ovom otklonu izračunavaju se nove sfere te se proces ponavlja. Ovo se ponavljanje nastavlja sve dok udaljenost iz valjanog trilateracijskog rješenja nije dostatno blizu površini sfere koja odgovara četvrtom satelitu. Prednost ove metode leži u tome što uključuje jednodimenzionalno nasuprot multidimenzionalnom numeričkom korijenskom pronalaženju.
- Prijamnik može rabiti metodu multidimenzionalnog numeričkog korijenskog pronalaženja kao što je Newton-Raphsonova metoda.[48] Lineariziraj oko aproksimativnog rješenja, recimo {\displaystyle \ \left[x^{(k)},y^{(k)},z^{(k)},b^{(k)}\right]} od iteracije k, zatim riješi četiri linearne jednadžbe derivirane iz gornjih kvadratnih jednadžbi kako bi dobio {\displaystyle \left[x^{(k+1)},y^{(k+1)},z^{(k+1)},b^{(k+1)}\right]}. Radijusi su veliki tako da su sferne površine gotovo ravne.[49][50] Ova aproksimativna ravnina može uzrokovati da iterativna procedura ubrazno konvergira u slučaju gdje je {\displaystyle \ b} blizu ispravne vrijednosti, a primarna se promjena nalazi u vrijednostima {\displaystyle x,y,\;and\;z}, jer u tom slučaju problem je samo odrediti presjek gotovo ravnih površina i stoga se približiti linearnom problemu. No, kada se značajno mijenja, ova aproksimativna ravnina ne može se iskoristiti kao prednost u stvaranju brze konvergencije jer će se u tom slučaju ove gotovo ravne površine kretati kako se sfere budu širile ili sužavale. Ova moguća brza konvergencija prednost je ove metode. Također se tvrdi kako je ova metoda "tipična" metoda koju koriste GPS prijamnici.[51][52][53] Nedostatak ove metode multidimenzionalnog korijenskog pronalaženja u usporedbi s jednodimenzionalnim korijenskim pronalaženjem leži u tome da "ne postoji dobra generalna metoda za rješavanje sustava s više od jedne nelinearne jednadžbe." Za detaljniji matematički opis vidi multidimenzionalni Newton Raphson.
- Ostale metode uključuju:

1. rješavanje presjeka ekspandiranih signala iz svjetlosnih konusa u 4-prostorne konuse
2. rješavanje presjeka hiperboloida determiniranih vremenskom razlikom signala primljenih sa satelita korištenjem multilateracije,
3. rješavanje jednadžbi u skladu sa.[51][52][54]

- Kada je dostupno više od četiriju satelita, nužno je donijeti odluku o tome hoće li se koristiti četiri najbolja satelita ili više od četiri uz uzimanje u obzir faktora poput broja kanala, sposobnosti procesiranja, te geometrijske dilucije preciznosti. Uporaba više od četiriju rezultata u predeterminiranom sustavu jednadžbi bez jedinstvenog rješenja koji se moraju riješiti uz pomoć najmanjih kvadrata ili slične tehnike. Ako se koriste svi vidljivi sateliti, rezultati su jednako dobri kao oni dobiveni s četiriju satelita, ali obično i bolji. Pogreške u rezultatima također se mogu procijeniti kroz ostatke.[55] Sa svakom kombinacijom od četiriju ili više satelita može se izračunati vektor geometrijske dilucije preciznosti (GDOP, engl. geometric dilution of precision) baziran na relativnoj nebeskoj poziciji korištenih satelita.[55][56] Ako se odabere sve više satelita, pseudorasponi iz kombinacija od više od četiriju satelita mogu se procesirati radi dodavanja više procjena za lokaciju i satni odmak. Prijamnik zatim determinira koje će se kombinacije koristiti te kako izračunati procijenjenu poziciju determiniranjem prosječne težine tih pozicija i satnih odmaka. Nakon što se izračunaju konačna lokacija i vrijeme, lokacija se izražava u specifičnom koordinatnom sustavu s latitudom i longitudom koristeći geodetski datum WGS 84 ili lokalni sustav specifičan za pojedinu državu.[57]
- Konačno, rezultati iz drugih pozicijskih sustava poput GLONASS-a ili nadolazećeg Galilea mogu se koristiti u podešavanju ili za dvostruku provjeru rezultata. (Prema dizajnu ti sustavi koriste iste pojaseve tako da mogu dijeliti prijamničke krugove, iako je dekodiranje različito.)

##### Multidimenzionalni Newton-Raphson za GPS
Ovaj odlomak pruža detaljniju raspravu o jednadžbama korištenim u drugoj metodi opisanoj u naprednom računanju pozicije.
Linearizirane jednadžbe izvedene su uporabom prikladnih parcijalnih derivacija uz opisani algoritam. U raspravlja se o istoj metodi, no jednadžbe nisu prikazane. Neka {\displaystyle x,y\;} i {\displaystyle z\;} označavaju prave koordinate pozicije GPS prijamnika u vremenu {\displaystyle \ t}. Neka {\displaystyle \ b} označava nepoznatu pogrešku sata ili otklon, vrijednost za koju je sat prijamnika sporiji. Neka koordinate svakog satelita i vrijeme slanja poruke budu {\displaystyle \left[x_{i},y_{i},z_{i},t_{i}\right]}, neka indicirano vrijeme slanja GPS sata bude {\displaystyle tr_{i}\;{\mbox{za}}\ i=1,2,3,4} a c brzina svjetlosti. Pseudoraspon se računa kao:
{\displaystyle p_{i}=\left(tr_{i}-t_{i}\right)c}
Pretpostavimo da poruka putuje brzinom svjetlosti, tada pseudoraspon zadovoljava jednadžbu:
{\displaystyle p_{i}={\sqrt {(x-x_{i})^{2}+(y-y_{i})^{2}+(z-z_{i})^{2}}}-bc,} {\displaystyle \;\;{\mbox{za}}\;i=1,2,3,4.\qquad (1)}
Kada se aproksimativno rješenje {\displaystyle \left[x^{(k)},y^{(k)},z^{(k)},b^{(k)}\right]} koristi umjesto egzaktnog rješenja {\displaystyle \left[x,y,z,b\right]} u jednadžbi 1, tada je ostatak {\displaystyle f_{i}^{(k)}}. Transformacijom {\displaystyle \ p_{i}} s desne strane jednažbe dobivamo
{\displaystyle f_{i}^{(k)}={\sqrt {(x^{(k)}-x_{i})^{2}+(y^{(k)}-y_{i})^{2}+(z^{(k)}-z_{i})^{2}}}-b^{(k)}c-p_{i},\;\;}
{\displaystyle {\mbox{za}}\;i=1,2,3,4.\qquad \qquad \qquad \qquad \qquad \qquad \qquad \qquad \qquad \qquad \;\;\;\;\;(2)}
Rješenje će se naći kada je {\displaystyle f_{i}^{(k)}} jednako nuli ili dostatno blizu nule za {\displaystyle \ i=1,2,3,4}.
Radi lineariziranja jednadžbe 2, parcijalne derivacije računaju se kao:
{\displaystyle {\frac {\partial f_{i}^{(k)}}{\partial x^{(k)}}}={\frac {(x^{(k)}-x_{i})}{R_{i}^{(k)}}},{\frac {\partial f_{i}^{(k)}}{\partial y^{(k)}}}={\frac {(y^{(k)}-y_{i})}{R_{i}^{(k)}}},}
{\displaystyle {\frac {\partial f_{i}^{(k)}}{\partial z^{(k)}}}={\frac {(z^{(k)}-z_{i})}{R_{i}^{(k)}}},{\frac {\partial f_{i}^{(k)}}{\partial b^{(k)}}}=-c\qquad \qquad \qquad \qquad \qquad \qquad \qquad \;\;\;(3)}
Gdje je
{\displaystyle R_{i}^{(k)}={\sqrt {(x^{(k)}-x_{i})^{2}+(y^{(k)}-y_{i})^{2}+(z^{(k)}-z_{i})^{2}}}}.
Lineariziranjem desne strane jednadžbe 2 oko aproksimativnog rješenja {\displaystyle \left[x^{(k)},y^{(k)},z^{(k)},b^{(k)}\right]} dobivamo
{\displaystyle f_{i}^{(k)}={\frac {(x^{(k)}-x_{i})}{R_{i}^{(k)}}}x^{(k)}+{\frac {(y^{(k)}-y_{i})}{R_{i}^{(k)}}}y^{(k)}+{\frac {(z^{(k)}-z_{i})}{R_{i}^{(k)}}}z^{(k)}-b^{(k)}c-p_{i}+\epsilon _{i},\;\;}
{\displaystyle {\mbox{za}}i=1,2,3,4\qquad \qquad \qquad \qquad \qquad \qquad \qquad \qquad \qquad \qquad \qquad (4)}
gdje je {\displaystyle \ \epsilon _{i}} ostatak zbog linearizacije koja je dodatak ostatku {\displaystyle \ f_{i}^{(k)}} zbog aproksimativnog rješenja.
Kako bi {\displaystyle \ f_{i}^{(k+1)}} približili nuli odaberemo vrijednosti {\displaystyle \left[x^{(k+1)},y^{(k+1)},z^{(k+1)},b^{(k+1)}\right]} tako da je
{\displaystyle -f_{i}^{(k)}={\frac {(x^{(k)}-x_{i})}{p_{i}}}(x^{(k+1)}-x^{(k)})+{\frac {(y^{(k)}-y_{i})}{p_{i}}}(y^{(k+1)}-y^{(k)})\;+}
{\displaystyle {\frac {(z^{(k)}-z_{i})}{p_{i}}}(z^{(k+1)}-z^{(k)})-(b^{(k+1)}-b^{(k)})c-p_{i}.\qquad \qquad \qquad \qquad (5)}
To jest odaberemo vrijednosti
{\displaystyle \left[x^{(k+1)},y^{(k+1)},z^{(k+1)},b^{(k+1)}\right]}
tako da se ostatak u jednadžbi 2 mijenja aproksimativno {\displaystyle \ \ -f_{i}^{(k)}}.
Neka je
{\displaystyle \Delta x^{(k+1)}\ =\ (x^{(k+1)}-x^{(k)}),\Delta y^{(k+1)}\ =\ (y^{(k+1)}-y^{(k)}),}
{\displaystyle \Delta z^{(k+1)}\ =\ (z^{(k+1)}-z^{(k)}),\Delta b^{(k+1)}\ =\ (b^{(k+1)}-b^{(k)}).}
Zamjenom i transpozicijom {\displaystyle \ \ p_{i}} na lijevu stranu jednadžbe dobivamo
{\displaystyle -f_{i}^{(k)}+p_{i}={\frac {(x^{(k)}-x_{i})}{p_{i}}}\Delta x^{(k+1)}+{\frac {(y^{(k)}-y_{i})}{p_{i}}}\Delta y^{(k+1)}\;+}
{\displaystyle {\frac {(z^{(k)}-z_{i})}{p_{i}}}\Delta z^{(k+1)}-\Delta b^{(k+1)}c.\qquad \qquad \qquad \qquad \qquad \qquad \qquad \;\;\;\;\;\;(6)}
Jednadžba 6 daje skup četiriju linearnih jednadžbi s četiri nepoznanice, tzv. delta termine. Oni su u obliku rješenja. Uporabom vrijednosti {\displaystyle \ \;\Delta x^{(k+1)},\Delta y^{(k+1)},\Delta z^{(k+1)}} i {\displaystyle \;\Delta b^{(k+1)}} determiniranih rješenjem ove linearne jednadžbe
{\displaystyle \left[x^{(k+1)},y^{(k+1)},z^{(k+1)},b^{(k+1)}\right]}
procjenjuje se uporabom
{\displaystyle \ x^{(k+1)}\ =\ x^{(k)}\ +\Delta x^{(k+1)},\ y^{(k+1)}\ =\ y^{(k)}\ +\Delta y^{(k+1)},}
{\displaystyle \ z^{(k+1)}\ =\ z^{(k)}\ +\Delta z^{(k+1)},\ b^{(k+1)}\ =\ b^{(k)}\ +\Delta b^{(k+1)}.\qquad \qquad \;\;\;\;\;\;(7)}
Zatim postavimo {\displaystyle \ k=k+1} u jednadžbe 2 do 6, izvedemo termine
{\displaystyle \left\{x^{(k+1)},y^{(k+1)},z^{(k+1)},b^{(k+1)}\right\}}
iz jednadžbi 7 u jednadžbu 2, postavimo {\displaystyle \ k=k+1} u jednadžbe 7 i reevaluirajmo ostatke u jednadžbama 2. Ova se procedura ponavlja sve dok ostaci ne budu dostatno malene magnitude.

### P(Y) kod
Izračun pozicije s P (Y) signalom općenito je slično u konceptu uz pretpostavku da se može dekriptirati. Enkripcija je zapravo sigurnosni mehanizam: ako se signal može uspješno dekriptirati, razumljivo je pretpostaviti da se radi o realnom signalu koji je poslao GPS satelit. Civilni prijamnici su u usporedbi s drugima osjetljiviji na smetnje jer se ispravno formatirani C/A signali mogu generirati koristeći lako dostupne signalne generatore. Obilježja RAIM-a ne štite ga protiv smetnji, jer RAIM samo provjerava signale iz navigacijske perspektive.

## Analiza i izvori pogrešaka
| Izvor                              | Efekt (m) |
| ---------------------------------- | --------- |
| Dolazni signal C/A                 | ±3        |
| Dolazni signal P(Y)                | ±0,3      |
| Ionosferni efekti                  | ±5        |
| Pogreške efemeride                 | ±2,5      |
| Pogreške satelitskog sata          | ±2        |
| Višestazna distrorzija             | ±1        |
| Troposferni efekti                 | ±0,5      |
| {\displaystyle \ \sigma _{R}} C/A  | ±6,7      |
| {\displaystyle \ \sigma _{R}} P(Y) | ±6,0      |

Korisnički ekvivalentne pogreške raspona (UERE, engl. user equivalent range errors) prikazane su u tablici. Navedena je također numerička pogreška s procijenjenom vrijednošću {\displaystyle \ \sigma _{num}} od oko 1 metra. Standardne devijacije {\displaystyle \ \sigma _{R}} za grubu akviziciju i precizni kodovi također su prikazani u tablici. Ove standardne devijacije izračunate su uzimajući kvadratni korijen zbroja kvadrata individualnih komponenti (tj. RSS od engl. root sum squares za korijen zbroja kvadrata). Kako bi se dobila standardna devijacija procjene pozicije prijamnika, ove se pogreške raspona moraju pomnožiti odgovarajućom dilucijom preciznosti a zatim primijeniti RSS na numeričku pogrešku. Pogreške elektronike jedne su od ozbiljnih efekata degradacije točnosti, a istaknute su u gornjoj tablici. Kada se uzmu zajedno, autonomni civilni GPS vodoravni pozicijski ispravci tipično su točni na oko 15 metara. Ovi efekti također reduciraju precizniju točnost P(Y) koda. No, napredak tehnologije znači da danas civilni GPS ispravci pod jasnim pogledom neba imaju prosječnu točnost od oko 5 metara u vodoravnom smjeru. (vidi sažetu tablicu pri kraju "Sources of Errors in GPS" (Izvora pogrešaka u GPS-u)  Arhivirana inačica izvorne stranice od 3. kolovoza 2012. (Wayback Machine))
Termin korisnički ekvivalentna pogreška raspona označava standardnu devijaciju komponente pogreške u udaljenosti od prijamnika do satelita. Standardna devijacija pogreške u poziciji prijamnika {\displaystyle \ \sigma _{rc}} računa se množenjem PDOP-a (engl. Position Dilution Of Precision, pozicijska dilucija preciznosti) sa {\displaystyle \ \sigma _{R}}, standardnom devijacijom korisnički ekvivalentnih pogrešaka raspona. {\displaystyle \ \sigma _{R}} računa se kvadratnim korjenovanjem zbroja kvadrata standardnih devijacija individualne komponente.
PDOP se računa kao funkcija pozicijâ prijamnika i satelita. Razmotrimo jedinične vektore usmjerene od prijamnika prema satelitima. Spajanjem ishodišta ovih jediničnih vektora dobivamo tetraedar. PDOP se ponekad aproksimira kao obrnuto proporcionalno od volumena tetraedra. Detaljniji opis načina izračuna PDOP-a dan je u odlomku o geometrijskom izračunu dilucije preciznosti (GDOP).
{\displaystyle \ \sigma _{R}} za C/A kod zadan je izrazom:
{\displaystyle \sigma _{R}={\sqrt {3^{2}+5^{2}+2.5^{2}+2^{2}+1^{2}+0.5^{2}}}\,metara\,=\,6.7\,metara}
Standardna devijacija pogreške u procjenjenoj poziciji prijamnika {\displaystyle \ \sigma _{rc}} opet za C/A kod zadana je izrazom:
{\displaystyle \ \sigma _{rc}={\sqrt {PDOP^{2}\times \sigma _{R}^{2}+\sigma _{num}^{2}}}={\sqrt {PDOP^{2}\times 6.7^{2}+1^{2}}}\,metara}
Dijagram pogreške na desno pokazuje međuodnos naznačene pozicije prijamnika, pravu poziciju prijamnika, te presjek četiriju sfernih površina.

### Mjerenje vremena dolaska signala
Pozicija izračunata GPS prijamnikom zahtijeva trenutačno vrijeme, poziciju satelita i izmjerenu odgodu primljenog signala. Točnost pozicije primarno ovisi o poziciji satelita i odgodi signala.
Kako bi izmjerio odgodu, prijamnik uspoređuje bitnu sekvenciju primljenu sa satelita s internalno generiranom verzijom. Uspoređujući rastuće i prateće krajeve bitne tranzicije, moderna elektronika može izmjeriti signalni razmak na oko jedan posto širine bitnog pulsa, {\displaystyle {\frac {0.01}{(1.023\times 10^{6}/sec)}}}, ili približno 10 nanosekunda za C/A kod. Budući da se GPS signali šire brzinom svjetlosti, ovo predstavlja pogrešku od oko 3 metra.
Ova komponenta točnosti pozicije može se poboljšati za faktor 10 ako se koristi viša čipna stopa P(Y) signala. Uz pretpostavku istog jednog postotka točnosti širine bitnog pulsa, visokofrekventni P(Y) signal rezultira točnošću od {\displaystyle {\frac {(0.01\times 300,000,000\ m/sec)}{(10.23\times 10^{6}/sec)}}} ili oko 30 centimetara.

### Atmosferski efekti
Nekonzistentnosti atmosferskih uvjeta utječu na brzinu GPS signala dok oni prolaze kroz Zemljinu atmosferu, posebice ionosferu. Ispravljanje ovih pogrešaka značajan je izazov za poboljšavanje točnosti pozicije GPS-a. Učinci su najmanji kad se satelit nalazi izravno iznad promatrane točke, te postaju veći kako se satelit približava obzoru jer je put kroz atmosferu dulji (vidi zračna masa). Jednom kad je poznata aproksimativna pozicija prijamnika, koristi se matematički model za procjenu i kompenzaciju ovih pogrešaka.
Ionosferna odgoda različito utječe na brzinu mikrovalnih signala ovisno o njihovoj frekvenciji. Ovaj fenomen poznat kao diperzija može se izračunati iz mjerenja odgoda za dva ili više frekvencijska pojasa, omogućujući procjenjivanje odgoda na ostalim frekvencijama. Neki vojni i skuplji geodetski civilni prijamnici računaju atmosfersku disperziju iz različitih odgoda u frekvencijama L1 i L2 te koriste precizniji ispravak. To se može napraviti na civilnim prijamnicima bez dekriptiranja P(Y) signala slanog na L2 praćenjem prijenosnog vala umjesto moduliranog koda. Radi facilitacije te mogućnosti na jeftinijim prijamnicima, novi civilni kodni signal na L2, nazvan L2C, pridodan je na satelitima Block IIR-M koji su prvi put lansirani 2005. On omogućuje direktnu usporedbu L1 i L2 signala koristeći kodirani signal umjesto prijenosnog vala. (vidi Atmospheric Effects u "Sources of Errors in GPS"  Arhivirana inačica izvorne stranice od 3. kolovoza 2012. (Wayback Machine))
Efekti ionosfere općenito se sporo mijenjaju, a tijekom vremena mogu se uprosječiti. Učinci svakog geografskog područja mogu se jednostavno izračunati uspoređujući poziciju mjerenu GPS-om s poznatom geodetskom lokacijom. Ova korekcija je također valjana kod drugih prijamnika na istoj općoj lokaciji. Nekoliko sustava šalje ove informacije preko radija ili drugih veza kako bi omogućili prijamnicima sa samo L1 da naprave ionosferne korekcije. Ionosferni podaci transmitiraju se preko satelita u satelitski bazirane augmentacijske sustave (SBAS) kao što su WAAS (dostupan u Sjevernoj Americi i na Havajima), EGNOS (Europa i Azija) ili MSAS (Japan), koji ih transmitiraju na GPS frekvenciji koristeći specijalnu pseudonasumičnu sekvenciju šuma (PRN, engl. pseudo-random noise sequence) tako da su potrebni jedino prijamnik i antena.
Vlažnost također utječe na varijabilnu odgodu, rezultirajući u pogreškama sličnima ionosfernoj odgodi, no zbivajući se u troposferi. Ovaj je efekt istovremeno lokaliziraniji i mijenja se brže od ionosfernih efekata, te ne ovisi o frekvenciji. Ove osobine čine precizno mjerenje i kompenzaciju pogrešaka zbog vlažnosti mnogo težima od ionosfernih efekata.
Promjene u visini prijamnika također mijenjaju količinu odgode zbog toga što signal prolazi kroz manje atmosfere na većim visinama. Budući da GPS prijamnik računa svoju prosječnu visinu, ovu je pogrešku relativno jednostavno ispraviti primjenom regresijske funkcije ili korelacije margine atmosferske pogreške na ambijentni tlak uporabom barometrijskog altimetra.

### Višestazni efekti
Na GPS signale također mogu utjecati višestazni problemi kod kojih se radijski signali reflektiraju od okolnog terena: zgrada, zidova kanjona, čvrstog tla, itd. Ovi odgođeni signali mogu uzrokovati netočnost. Različite tehnike od kojih je najpoznatija razmicanje uskih korelatora razvijene su radi umanjivanja višestaznih pogrešaka. Za dulju višestaznu odgodu sâm prijamnik može prepoznati smjer signala i odbaciti ga. Za adresiranje kraćih višestaznih odgoda od signalnog reflektiranja od tla mogu se koristiti specijalizirane antene (tj. prigušena prstenasta antena) radi redukcije snage signala koji prima antena. Kratke odgođene refleksije teže se filtriraju zbog toga što interferiraju s pravim signalom uzrokujući efekte gotovo nerazlučive od rutinskih fluktuacija u atmosferskoj odgodi.
Višestazni efekti puno manje dolaze do izražaja u pokretnim vozilima. Kada se GPS antena kreće, lažna rješenja koja koriste reflektirane signale odmah podbace u konvergenciji, pa samo direktni signali rezultiraju stabilnim rješenjima.

### Pogreške efemeride i sata
Dok se podaci o efemeridi transmitiraju svakih 30 sekunda, sama informacija može biti stara do dva sata. Ako je potrebno brzo vrijeme do prvog fiksa (TTFF, engl. Time To First Fix), moguće je prenijeti valjanu efemeridu na prijamnik te za dodatno podešavanje vremena, pa se ispravak pozicije može steći za manje od deset sekunda. Isplativo je staviti takve podatke o efemeridi na web tako da se mogu preuzeti na mobilne GPS uređaje. Vidi Assisted GPS.
U satelitnim atomskim satovima mogu se zbiti pogreške zbog šumova ili pomicanja sata. Navigacijska poruka sadrži korekcije za te greške te procjenjuje točnost atomskog sata. No, one su bazirane na opservacijama te ne moraju pokazivati trenutačno stanje sata.
Ovi problemi obično su vrlo mali, no mogu uzrokovati dodatnu pogrešku od nekoliko metara netočnosti.
Za vrlo precizno pozicioniranje (tj. u geodeziji) ovi efekti mogu se ograničiti diferencijalnim GPS-om: simultana uporaba dvaju ili više prijamnika na nekoliko mjernih točaka. Tijekom 1990-ih kada su prijamnici bili poprilično skupi, razvijene su neke metode kvazidiferencijalnog GPS-a koje su koristile samo jedan prijamnik, ali reokupaciju mjernih točaka. Na TU u Beču metoda je nazvana qGPS te je razvijen adekvatni softver za postprocesiranje.

### Izračun geometrijske dilucije preciznosti (GDOP)
Koncept geometrijske dilucije preciznosti bila je uvedena u odlomku analize i izvora pogrešaka. Izneseni su izračuni radi prikaza kako se PDOP koristio i kako je utjecao na standardnu devijaciju pogreške pozicije prijamnika.
Kada su vidljivi sateliti GPS-a vrlo blizu jedni drugima na nebu (tj. mala je angularna separacija), vrijednosti DOP-a su visoke; kada su međusobno udaljeni, vrijednosti DOP-a su niske. Konceptualno, sateliti koji su međusobno blizu ne mogu osigurati toliko informacija kao sateliti koji su široko odvojeni. Niske vrijednosti DOP-a predstavljaju bolju pozicijsku preciznost GPS-a zbog šire angularne separacije između satelita korištenih u izračunu pozicije GPS prijamnika. HDOP, VDOP, PDOP i TDOP označavaju vodoravnu, okomitu, pozicijsku (3D) i vremensku (engl. time) diluciju preciznosti.
Slika 3.1 Dilution of Precision pruža grafičku indikaciju kako geometrija utječe na preciznost.
Sada prelazimo na zadaću kako izračunati termine dilucije preciznosti. Kao prvi korak u računanju DOP-a razmotrimo jedinični vektor od prijamnika do satelita i s komponentama {\displaystyle {\frac {(x_{i}-x)}{R_{i}}}}, {\displaystyle {\frac {(y_{i}-y)}{R_{i}}}} i {\displaystyle {\frac {(z_{i}-z)}{R_{i}}}}, gdje je udaljenost od prijamnika do satelita {\displaystyle \ R_{i}} dana izrazom
{\displaystyle R_{i}\,=\,{\sqrt {(x_{i}-x)^{2}+(y_{i}-y)^{2}+(z_{i}-z)^{2}}}}
gdje {\displaystyle \ x,y,i\ z} označavaju poziciju prijamnika, a {\displaystyle \ x_{i},y_{i},i\ z_{i}} označava poziciju satelita i. Ove komponente x, y i z mogu biti komponente u koordinatnom sustavu sjever, istok, dolje, koordinatnom sustavu jug, istok, gore ili drugom prikladnom sustavu. Formulirajmo matricu A kao:
{\displaystyle A={\begin{bmatrix}{\frac {(x_{1}-x)}{R_{1}}}&{\frac {(y_{1}-y)}{R_{1}}}&{\frac {(z_{1}-z)}{R_{1}}}&c\\{\frac {(x_{2}-x)}{R_{2}}}&{\frac {(y_{2}-y)}{R_{2}}}&{\frac {(z_{2}-z)}{R_{2}}}&c\\{\frac {(x_{3}-x)}{R_{3}}}&{\frac {(y_{3}-y)}{R_{3}}}&{\frac {(z_{3}-z)}{R_{3}}}&c\\{\frac {(x_{4}-x)}{R_{4}}}&{\frac {(y_{4}-y)}{R_{4}}}&{\frac {(z_{4}-z)}{R_{4}}}&c\end{bmatrix}}}
Prva tri elementa svakog retka matrice A jesu komponente jediničnog vektora od prijamnika do naznačenog satelita. Elementi četvrtog stupca jesu c gdje c označava brzinu svjetlosti. Formulirajmo matricu Q kao:
{\displaystyle Q=\left(A^{T}A\right)^{-1}}
Ovaj izračun u skladu je s 11. poglavljem u The global positioning system by Parkinson and Spilker gdje je težinska matrica P postavljena do identitetne matrice. Elementi matrice Q označavaju se kao:
{\displaystyle Q={\begin{bmatrix}d_{x}^{2}&d_{xy}^{2}&d_{xz}^{2}&d_{xt}^{2}\\d_{xy}^{2}&d_{y}^{2}&d_{yz}^{2}&d_{yt}^{2}\\d_{xz}^{2}&d_{yz}^{2}&d_{z}^{2}&d_{zt}^{2}\\d_{xt}^{2}&d_{yt}^{2}&d_{zt}^{2}&d_{t}^{2}\end{bmatrix}}}
Grčko slovo {\displaystyle \ \sigma } koristi se dosta često ondje gdje smo koristili d. Elementi matrice Q ipak ne predstavljaju varijance i kovarijance kao što su one definirane u vjerojatnosti i statistici. Umjesto toga one su striktno geometrijski termini. Stoga se koristi d kao u diluciji preciznosti. PDOP, TDOP i GDOP zadani su sljedećim oblicima
{\displaystyle PDOP={\sqrt {d_{x}^{2}+d_{y}^{2}+d_{z}^{2}}}},
{\displaystyle \ TDOP={\sqrt {d_{t}^{2}}}=|d_{t}|\ }, te
{\displaystyle GDOP={\sqrt {PDOP^{2}+TDOP^{2}}}}
u skladu sa "Section 1.4.9 of PRINCIPLES OF SATELLITE POSITIONING".
Vodoravna dilucija preciznosti {\displaystyle HDOP={\sqrt {d_{x}^{2}+d_{y}^{2}}}} i okomita dilucija preciznosti {\displaystyle \ VDOP={\sqrt {d_{z}^{2}}}} obje ovise o korištenom koordinatnom sustavu. Kako bi korespondirali lokalnoj vodoravnoj i lokalnoj okomitoj ravnini, trebali bi se koristiti x, y i z za označavanje pozicija u koordinatnom sustavu sjever, istok, dolje ili u koordinatnom sustavu jug, istok, gore.

#### Derivacija jednadžbi DOP-a
Jednadžbe za izračunavanje geometrijske dilucije preciznosti opisani su u prethodnom odlomku. Ovaj odlomak opisuje derivaciju tih jednadžbi. Metoda koja se ovdje koristi slična je onoj korištenoj u "Global Positioning System (preview) by Parkinson and Spiker"
Označimo poziciju vektora pogreške {\displaystyle \mathbf {e} } definiranog kao vektor iz presjeka četiriju sfernih površina koje odgovaraju pseudorasponima do prave pozicije prijamnika. {\displaystyle \mathbf {e} =e_{x}{\hat {x}}+e_{y}{\hat {y}}+e_{z}{\hat {z}}} gdje masno otisnuto označava vektor a {\displaystyle {\hat {x}}}, {\displaystyle {\hat {y}}}, i {\displaystyle {\hat {z}}} označavaju jedinične vektore duž osi x, y i z. Neka {\displaystyle \ e_{t}} označava vremensku pogrešku, pravo vrijeme minus vrijeme indicirano prijamnikom. Pretpostavimo da je srednja vrijednost triju komponenti {\displaystyle \mathbf {e} } i {\displaystyle \ e_{t}} nula.
{\displaystyle A\ {\begin{bmatrix}e_{x}\\e_{y}\\e_{z}\\e_{t}\end{bmatrix}}={\begin{bmatrix}{\frac {(x_{1}-x)}{R_{1}}}&{\frac {(y_{1}-y)}{R_{1}}}&{\frac {(z_{1}-z)}{R_{1}}}&c\\{\frac {(x_{2}-x)}{R_{2}}}&{\frac {(y_{2}-y)}{R_{2}}}&{\frac {(z_{2}-z)}{R_{2}}}&c\\{\frac {(x_{3}-x)}{R_{3}}}&{\frac {(y_{3}-y)}{R_{3}}}&{\frac {(z_{3}-z)}{R_{3}}}&c\\{\frac {(x_{4}-x)}{R_{4}}}&{\frac {(y_{4}-y)}{R_{4}}}&{\frac {(z_{4}-z)}{R_{4}}}&c\end{bmatrix}}\ {\begin{bmatrix}e_{x}\\e_{y}\\e_{z}\\e_{t}\end{bmatrix}}={\begin{bmatrix}e_{1}\\e_{2}\\e_{3}\\e_{4}\end{bmatrix}}\ (1)}
gdje su {\displaystyle \ e_{1},\ e_{2},\ e_{3},\ i\ e_{4}} pogreške u pseudorasponima 1 do 4. Ova jednadžba dolazi od lineariziranja jednadžbe koja stavlja pseudoraspone u odnos s pozicijom prijamnika, satelitskim pozicijama, te pogreškama prijamničkog sata kao što je prikazano u. Množenjem obiju strana s {\displaystyle \ A^{-1}\ } dobivamo rezultate
{\displaystyle \ {\begin{bmatrix}e_{x}\\e_{y}\\e_{z}\\e_{t}\end{bmatrix}}=A^{-1}{\begin{bmatrix}e_{1}\\e_{2}\\e_{3}\\e_{4}\end{bmatrix}}\ (2)} .
Transpozicijom obiju strana dobivamo
{\displaystyle \ {\begin{bmatrix}e_{x}&e_{y}&e_{z}&e_{t}\end{bmatrix}}={\begin{bmatrix}e_{1}&e_{2}&e_{3}&e_{4}\end{bmatrix}}\left(A^{-1}\right)^{T}\ (3)} .
Naknadno pomnožimo matrice na objema stranama jednadžbe (2) s korespondentnim matricama u jednadžbi (3), te dobivamo
{\displaystyle \ {\begin{bmatrix}e_{x}\\e_{y}\\e_{z}\\e_{t}\end{bmatrix}}{\begin{bmatrix}e_{x}&e_{y}&e_{z}&e_{t}\end{bmatrix}}=A^{-1}{\begin{bmatrix}e_{1}\\e_{2}\\e_{3}\\e_{4}\end{bmatrix}}{\begin{bmatrix}e_{1}&e_{2}&e_{3}&e_{4}\end{bmatrix}}\left(A^{-1}\right)^{T}\ (4)} .
Uzimanjem očekivane vrijednosti obiju strana te nenasumičnih matrica izvan očekivanog operatora E dobivamo
{\displaystyle \ E\left({\begin{bmatrix}e_{x}\\e_{y}\\e_{z}\\e_{t}\end{bmatrix}}{\begin{bmatrix}e_{x}&e_{y}&e_{z}&e_{t}\end{bmatrix}}\right)=A^{-1}\ E\left({\begin{bmatrix}e_{1}\\e_{2}\\e_{3}\\e_{4}\end{bmatrix}}{\begin{bmatrix}e_{1}&e_{2}&e_{3}&e_{4}\end{bmatrix}}\right)\left(A^{-1}\right)^{T}\ (5)}.
Pretpostavimo da su pogreške pseudoraspona nekorelirane i da imaju istu varijancu, matrica kovarijance na desnoj strani može se izraziti kao skalar pomnožen s identitetnom matricom. Stoga je
{\displaystyle {\begin{bmatrix}\sigma _{x}^{2}&\sigma _{xy}^{2}&\sigma _{xz}^{2}&\sigma _{xt}^{2}\\\sigma _{xy}^{2}&\sigma _{y}^{2}&\sigma _{yz}^{2}&\sigma _{yt}^{2}\\\sigma _{xz}^{2}&\sigma _{yz}^{2}&\sigma _{z}^{2}&\sigma _{zt}^{2}\\\sigma _{xt}^{2}&\sigma _{yt}^{2}&\sigma _{zt}^{2}&\sigma _{t}^{2}\end{bmatrix}}=\sigma _{R}^{2}\ A^{-1}\left(A^{-1}\right)^{T}=\sigma _{R}^{2}\ \left(A^{T}A\right)^{-1}\ (6)}
jer je {\displaystyle \ A^{-1}\left(A^{-1}\right)^{T}\left(A^{T}A\right)=I}
Zapazi:  {\displaystyle \left(A^{-1}\right)^{T}=\left(A^{T}\right)^{-1},\ } jer je {\displaystyle \ I=\left(AA^{-1}\right)^{T}=\left(A^{-1}\right)^{T}A^{T}}
Supstitucijom za {\displaystyle \left(A^{T}A\right)^{-1}=Q} slijedi
{\displaystyle {\begin{bmatrix}\sigma _{x}^{2}&\sigma _{xy}^{2}&\sigma _{xz}^{2}&\sigma _{xt}^{2}\\\sigma _{xy}^{2}&\sigma _{y}^{2}&\sigma _{yz}^{2}&\sigma _{yt}^{2}\\\sigma _{xz}^{2}&\sigma _{yz}^{2}&\sigma _{z}^{2}&\sigma _{zt}^{2}\\\sigma _{xt}^{2}&\sigma _{yt}^{2}&\sigma _{zt}^{2}&\sigma _{t}^{2}\end{bmatrix}}=\sigma _{R}^{2}\ {\begin{bmatrix}d_{x}^{2}&d_{xy}^{2}&d_{xz}^{2}&d_{xt}^{2}\\d_{xy}^{2}&d_{y}^{2}&d_{yz}^{2}&d_{yt}^{2}\\d_{xz}^{2}&d_{yz}^{2}&d_{z}^{2}&d_{zt}^{2}\\d_{xt}^{2}&d_{yt}^{2}&d_{zt}^{2}&d_{t}^{2}\end{bmatrix}}\ (7)}
Iz jednadžbe (7) slijedi da varijance indicirane pozicije prijamnika i vremena jesu
{\displaystyle \sigma _{rc}^{2}=\sigma _{x}^{2}+\sigma _{y}^{2}+\sigma _{z}^{2}=\sigma _{R}^{2}\left(d_{x}^{2}+d_{y}^{2}+d_{z}^{2}\right)=PDOP^{2}\sigma _{R}^{2}} te
{\displaystyle \sigma _{t}^{2}=\sigma _{R}^{2}d_{t}^{2}=TDOP^{2}\sigma _{R}^{2}}
Preostala varijanca pozicije i vremenske pogreške slijedi na izravan način.

### Selektivna dostupnost
GPS uključuje (trenutačno onemogućeno) svojstvo nazvano selektivna dostupnost (SA, engl. Selective Availability) kojim se dodaju namjerne, vremenski varirajuće pogreške do 100 metara javno dostupnim navigacijskim signalima. Namjera ovog je sprječavanje neprijatelja da koristi civilne GPS prijamnike za precizno navođenje oružja.
Pogreške SA su zapravo pseudonasumične, generirane kriptografskim algoritmom iz povjerljivog sjemenskog ključa dostupnog samo ovlaštenima korisnicima (američkoj vojsci, njezinim saveznicima i nekolicini drugih korisnika, većinom vladi) sa specijalnim vojnim GPS prijamnikom. Samo posjedovanje prijamnika je nedostatno, jer mu je za rad potreban dobro kontrolirani dnevni ključ.
Prije nego što je ugašen 1. svibnja 2000. tipične SA pogreške iznosile su 10 metara vodoravno i 30 metara okomito. Zbog toga što SA utječe na sve GPS prijamnike na danom području gotovo jednako, fiksna stanica s točnom poznatom pozicijom može izmjeriti vrijednosti SA pogrešaka i transmitirati ih na lokalne GPS prijamnike tako da oni mogu ispraviti svoje pozicije. To se naziva Differential GPS ili DGPS. DGPS također ispravlja nekoliko drugih važnih izvora GPS pogrešaka, posebice ionosfersku odgodu, tako da se nastavlja široko koristiti iako je SA odavno ugašen. Neučinkovitost SA u pogledu široko dostupnog DGPS-a bio je uobičajen argument za gašenje SA, a to je konačno učinjeno po zapovijedi predsjednika Clintona 2000.
Druga restrikcija na GPS-u, tj. antispoofing (protuometanje) ipak je zadržan. On enkriptira P-kod tako da ga neprijateljski transmitor ne može oponašati, te šalje lažne informacije. Malo civilnih prijamnika je dosad koristilo P-kod, a ostvariva pouzdanost s javnim C/A kodom je mnogo bolja od originalno očekivane (posebice s DGPS-om) tako da politika protuometanja ima relativno malen učinak na većinu civilnih korisnika. Isključivanjem protuometanja primarni doprinos imali bi geodeti i neki znanstvenici koji trebaju ekstremno precizne pozicije za eksperimente poput praćenja gibanja tektonskih ploča.
DGPS službe široko su dostupne kako iz komercijalnih tako iz vladinih izvora. Potonji uključuju WAAS i mrežu niskofrekvencijskih pomorskih navigacijskih plutača Obalne straže SAD-a. Točnost ispravaka ovisi o udaljenosti između korisnika i DGPS prijamnika. Kako se udaljenost povećava, pogreške na dvama mjestima neće jednako korelirati što će rezultirati u manje preciznim diferencijalnim ispravcima.
Tijekom Zaljevskog rata 1990. – 1991. nedostatak vojnih GPS jedinica potaknuo je mnoge trupe i njihove obitelji da kupe lako dostupne civilne jedinice. To je značajno sprječavalo američku vojsku od vlastite uporabe GPS-a na bojnom polju, tako da je vojska odlučila isključiti SA tijekom rata.
Tijekom 1990-ih FAA je započela vršiti pritisak na vojsku da trajno isključi SA. Time bi FAA uštedila milijune dolara svake godine u održavanju vlastitih radijskih navigacijskih sustava. Količina dodanih pogrešaka "postavljena je na nulu" u ponoć 1. svibnja 2000. nakon što ju je prethodno najavio američki predsjednik Bill Clinton, omogućivši korisnicima pristup L1 signalu bez pogrešaka. Prema direktivi, inducirana pogreška SA promijenjena je da ne pridodaje nikakvu pogrešku javnim signalima (C/A kod). Clintonovom izvršnom zapovijedi zahtijevalo se da se SA postavi na nulu do 2006. no to se zbilo 2000. nakon što je američka vojska razvila novi sustav koji je pružao mogućnost uskraćivanja GPS-a (i ostalih navigacijskih usluga) neprijateljskim snagama na specifičnom kriznom području bez da utječe na ostatak svijeta ili na vlastite vojne sustave.
Selektivna dostupnost još je uvijek mogućnost sustava GPS-a, te bi pogreška mogla barem u teoriji biti ponovo uvedena u svakom trenutku. U praksi, u pogledu rizika i troškova to bi utjecalo na američku i stranu mornaricu, pa je malo vjerojatno da će se ponovo uvesti, a razne vladine agencije uključujući FAA potvrdile su kako ne postoji namjera ponovnog uvođenja.
Zanimljiva nuspojava hardvera za selektivnu dostupnost jest sposobnost ispravljanja frekvencije GPS cezijevih i rubidijevih atomskih satova na točnost od približno 2 × 10−13 (jedan u pet bilijuna). To je predstavljalo značajan napredak nad grubom točnošću satova.
Ministarstvo obrane SAD-a izvjestilo je 19. rujna 2007. da budući GPS III sateliti neće biti sposobni za implementaciju SA, što je takvu politiku učinilo trajnom.

### Relativnost
Brojni izvori pogrešaka postoje zbog relativističkih efekata. Primjerice, usporavanje relativističkog vremena zbog brzine satelita od oko 1 dijela u 1010, gravitacijska vremenska dilatacija koja uzrokuje da se sateliti gibaju brže od oko 5 dijelova u 1010 u odnosu na satove na Zemlji, te Sagnacov efekt zbog rotacije u odnosu na prijamnike na Zemlji. Ove teme su razmotrene dolje, jedna za drugom.

#### Specijalna i opća relativnost
Prema teoriji relativnosti zbog svojeg konstantnog gibanja te visine u odnosu na geocentrični, nerotirajući aproksimativno inercijski referentni okvir, satovi na satelitima pod utjecajem su brzine satelita (specijalna relativnost). Posebna teorija relativnosti predviđa da će atomski satovi koji se kreću GPS orbitalnim brzinama otkucavati sporije od stacioniranih zemaljskih satova za faktor {\displaystyle {\frac {v^{2}}{2c^{2}}}\approx 10^{-10}} ili će rezultirati u kašnjenju za oko 7,2 μs na dan, kada je orbitalna brzina v = 4 km/s, a c = brzina svjetlosti. Efekt vremenske dilatacije izmjeren je i potvrđen korištenjem sustava GPS-a.
Efekt pomaka gravitacijske frekvencije na sustavu GPS-a zbog opće relativnosti vidi se u činjenici da satovi bliži masivnom objektu kucaju sporije od satova koji su mnogo udaljeniji. Primijenjeno na sustav GPS-a, prijamnici su mnogo bliži Zemlji od satelita što uzrokuje da su GPS satovi brži za faktor od 5×10^(-10) ili oko 45,9 μs/dan. Ovaj pomak gravitacijske frekvencije također je zamjetan efekt.
Kada spojimo dilataciju vremena i pomak gravitacijske frekvencije, diskrepancija iznosi oko 38 mikrosekunda na dan; razlika od 4,465 dijelova u 1010. Bez korekcije akumulirale bi se pogreške u determinaciji pozicije od grubo 10 km/dan. Štoviše, zbog toga što orbite satelita GPS-a nisu savršeno kružne, njihove eliptičke orbite uzrokuju da efekti dilatacije vremena i pomaka gravitacijske frekvencije variraju s vremenom. Ovaj efekt ekscentričnosti uzrokuje da se razlika satne stope između satelita GPS-a i prijamnika povećava ili smanjuje ovisno o brzini orbitalne altitude satelita. Kako bi se ova diskrepancija uzela u obzir, frekvecijskom standardu na svakom satelitu dana je stopa razmaka prije samog lansiranja, te oni stoga kucaju malo sporije od željene frekvencije na Zemlji; specifično govoreći, umjesto frekvencije od 10,23 MHz koristi se frekvencija od 10,22999999543 MHz. Budući da su atomski satovi na GPS satelitima precizno podešeni, oni od sustava rade praktičnu inženjersku primjenu znanstvene teorije relativnosti u okolini realnog svijeta. Postavljanje atomskih satova na umjetne satelite radi testiranja Einsteinove opće teorije prvi je predložio Friedwardt Winterberg 1955. godine.

#### Sagnacova distorzija
Opservacijsko procesiranje GPS-a također mora kompenzirati Sagnacov efekt. Vremenska skala GPS-a definirana je u inercijskom sustavu no opservacije su procesirane u geocentričnom, geofiksiranom (korotacijskom) sustavu, sustavu u kojem simultanost nije jedinstveno definirana. Lorentzova transformacija je stoga primijenjena radi pretvorbe iz inercijskog sustava na ECEF sustav (engl. Earth-centered, Earth-fixed geocentričan, geofiksiran). Rezultirajuća korekcija vremena trajanja signala ima suprotne algebarske znakove za satelite na istočnoj i zapadnoj nebeskoj hemisferi. Ignoriranjem ovog efekta nastat će istočno-zapadna pogreška od nekoliko stotina nanosekunda, odnosno desetak metara u poziciji.

### Prirodni izvori interferencije
Budući da GPS signali na zemaljskim prijamnicima teže biti relativno slabima, prirodni radijski signali ili raspršenje GPS signala može desenzitizirati prijamnik čime će akvizicija i praćenje satelitskih signala biti otežano ili onemogućeno.
Vrijeme u svemiru degradira GPS operaciju na dva načina, izravnom interferencijom uzrokovanom solarnom radijskom eksplozivnom bukom u istom frekvencijskom pojasu ili raspršivanjem GPS radijskog signala u ionosferskim nepravilnostima što se naziva scintilacijom. Oba oblika degradacije slijede 11-godišnji solarni ciklus te su maksimum prilikom maksimuma sunčevih pjega iako se mogu pojaviti u bilo koje vrijeme. Solarne radijske eksplozije povezane su sa solarnim bljeskovima, a njihov učinak može utjecati na recepciju na polovici Zemlje okrenutoj Suncu. Scintilacija se javlja češće na tropskim širinama ili srednjim širinama gdje magnetske oluje mogu dovesti do scintilacije. Osim stvaranja scintilacije, magnetske oluje mogu stvoriti jake ionosferske gradijente koji degradiraju točnost SBAS sustava.

### Umjetni izvori interferencije
U automobilskim GPS prijamnicima, metalni predmeti na vjetrobranskom staklu poput odmrzivača ili zatamnjeni filmovi na prozorima mogu djelovati kao Faradayev kavez, degradirajući recepciju unutar auta.
Antropogeni EMI (elektromagnetska interferencija) može također prekidati ili ometati GPS signale. U jednom dobro dokumentiranom slučaju čitava luka Moss Landing u Kaliforniji nije mogla primati GPS signale zbog nenamjernog ometanja uzrokovanog nepravilnostima u radu TV antenskih preamplifikatora. Namjerno ometanje također je moguće. Jači signali općenito mogu interferirati s GPS prijamnicima kada se oni nalaze unutar radijskog raspona ili vidokruga. Detaljni opis iz 2002. o tome kako napraviti GPS L1 C/A ometač kratkog dosega objavljen je u online magazinu Phrack.
Američka vlada vjeruje da su se takvi ometači povremeno koristili tijekom rata u Afganistanu 2001. a američka vojska potvrdila je da je uništila šest GPS ometača tijekom Iračkog rata, uključujući jedan koji je ironično uništen s GPS-navođenom bombom. Takve ometače relativno je lako detektirati i locirati što ih čini atraktivnom metom za antiradijacijske projektile. Britansko ministarstvo obrane testiralo je sustav ometanja u britanskom West Countryju 7. i 8. lipnja 2007.
Neke zemlje dopuštaju uporabu GPS ponavljača radi omogućavanja recepcije GPS signala u zatvorenom prostoru i na zaklonjenim lokacijama, no po zakonima EU-a i UK uporaba takvih predmeta je zabranjena jer signali mogu uzrokovati interferenciju s ostalim GPS prijamnicima koji mogu primati podatke istovremeno s GPS satelita i ponavljača.
Zbog potencijala kako prirodne tako i antropogene buke, brojne se tehnike nastavljaju razvijati kako bi doskočile interferenciji. Prva tehnika je nepouzdavanje samo u GPS kao jedini izvor informacija. Po Johnu Ruleyju "IFR piloti trebali bi imati pričuvni plan u slučaju problema u radu GPS-a." Praćenje integriteta autonomnosti prijamnika (RAIM, engl. Receiver Autonomous Integrity Monitoring) svojstvo je koje se danas uključuje u neke prijamnike, a dizajnirano je radi osiguravanja upozorenja korisniku ako je detektirano ometanje ili neki drugi problem. Američka vojska također je postavila Modul za selektivnu dostupnost i protuometanje (SAASM, engl. Selective Availability / Anti-Spoofing Module) u Obrambeni napredni GPS prijamnik (DAGR, engl. Defense Advanced GPS Receiver). U demonstracijskim video snimcima DAGR je sposoban detektirati ometanje i održati povezanost s enkriptiranim GPS signalima tijekom interferencija koje uzrokuju gubitak povezanosti civilnih prijamnika s GPS signalom.

## Poboljšanje točnosti

### Augmentacija
Augmentacijske metode poboljšanja točnosti počivaju na vanjskoj informaciji koja se integrira u kalkulacijski proces. Postoje mnogi slični sustavi u prostoru te se općenito nazivaju ili opisuju na temelju načina na koji GPS senzor prima informacije. Neki sustavi transmitiraju dodatne informacije o izvorima pogrešaka (poput pomaka sata, efmeride ili ionosferske odgode), dok drugi daju izravna mjerenja o tome koliko dugo je signal bio isključen u prošlosti, dok treća grupa daje dodatne navigacijske informacije ili informacije o vozilu kako bi se one integrirale u kalkulacijski proces.
Primjeri augmentacijskih sustava uključuju augmentacijski sustav širokog polja, diferencijalni GPS, inercijski navigacijski sustav te asistirani GPS.

### Precizno praćenje
Točnost kalkulacije također se može poboljšati kroz precizno monitoriranje i mjerenje postojećih GPS signala na dodatne ili alternativne načine.
Nakon SA koji je ugašen, najveća pogreška u GPS-u obično je nepredvidiva odgoda kroz ionosferu. Svemirska letjelica emitira parametre ionosferskog modela, no pogreška ipak ostaje. To je razlog zašto GPS svemirske letjelice transmitiraju na najmanje dvije frekvencije, L1 i L2. Ionosferska odgoda dobro je definirana funkcija frekvencije i ukupnog elektronskog sadržaja (TEC, engl. total electron content) duž putanje, pa mjerenje vremenske razlike dolaska između frekvencija determinira TEC te stoga preciznu ionosfersku odgodu na svakoj frekvenciji.
Prijamnici s dekripcijskim ključevima mogu dekodirati L1 i L2 transmitirane P(Y) kodom. Ovi su ključevi ipak rezervirani za vojsku i "ovlaštene" agencije te nisu dostupni javnosti. Bez ključeva još je uvijek moguće koristiti beskodnu tehniku za usporedbu P(Y) kodova na L1 i L2 radi dobivanja većine informacija o istoj pogrešci. No ta je tehnika spora, pa je trenutačno ograničena na specijaliziranu geodetsku opremu. U budućnosti se očekuje da će dodatni civilni kodovi biti transmitirani na frekvencijama L2 i L5 (vidi modernizacija GPS-a dolje). Tada će svi korisnici moći izvoditi dvojna frekvencijska mjerenja te izravno računati pogreške zbog ionosferske odgode.
Drugi oblik preciznog monitoriranja naziva se poboljšanje faze nosača (CPGPS, engl. Carrier-Phase Enhancement). Pogreška, koja ovo ispravlja, javlja se zbog toga što pulsna tranzicija PRN-a nije trenutačna pa stoga operacija korelacije (podudaranje sekvencije satelita i prijamnika) nije savršena. Pristup CPGPS-a koristi val nosača L1 čiji period od {\displaystyle {\frac {1sec}{1575.42*10^{6}}}=0.63475\ nanosekundi\approx 1\ nanosekunda\ } što iznosi oko tisućinku C/A zlatnokodnog bitnog perioda {\displaystyle {\frac {1sec}{1023*10^{3}}}=977.5\ nanosekundi\ \approx 1000\ nanosekundi\ }, te time djeluje kao dodatni satni signal te riješava nesigurnost. Pogreška fazne razlike u normalnim GPS vrijednostima iznosi između 2 i 3 metra razlike. CPGPS koji radi unutar 1% savršene tranzicije reducira ovu pogrešku na 3 centimetra razlike. Eliminiranjem ovog izvora pogreške CPGPS uparen s DGPS-om normalno stvara između 20 i 30 centimetara apsolutne točnosti.
Relativno kinematičko pozicioniranje (RKP) drugi je pristup za precizne sustave pozicioniranja temeljene na GPS-u. u ovom pristupu determinacija signalnog raspona može se postaviti na preciznost od manje od 10 centimetara. To se postiže rješavanjem broja ciklusa u kojem prijamnik transmitira, a zatim prima signal. Obično se za to koriste kombinacija korekcijskih podataka u diferencijalnom GPS-u (DGPS) kojima se transmitiraju informacije o fazi signala GPS-a i tehnike neodređene rezolucije kroz statističke testove—vjeroatno s procesiranjem u realnom vremenu (kinematičko pozicioniranje u realnom vremenu, RTK, engl. real-time kinematic positioning).

### Mjerenje vremena
Dok je većina satova sinkronizirana na koordinirano univerzalno vrijeme (UTC), atomski satovi na satelitima su postavljeni na vrijeme GPS-a. Razlika među ovim vremenima jest u tome da GPS vrijeme nije ispravljeno da se podudara s rotacijom Zemlje, pa ne sadrži prijestupne sekunde ili druge korekcije koje se periodički dodaju UTC-u. GPS vrijeme je 1980. podešeno da se podudara s koordiniranim univerzalnim vremenom (UTC), no to se kasnije promijenilo. Nedostatak korekcija znači da GPS vrijeme ostaje na konstantnom razmaku (TAI - GPS = 19 sekunda) s međunarodnim atomskim vremenom (TAI, franc. Temps Atomique International). Periodičke korekcije izvode se na satelitskim satovima radi korekcije relativističkih efekata i sinkronizacije satova sa zemaljskim satovima.
GPS navigacijska poruka uključuje razliku između GPS vremena i UTC-a koja je 2009. iznosila 15 sekunda zbog prijestupne sekunde dodane UTC-u 31. prosinca 2008. Prijamnici oduzimaju ovu razliku od GPS vremena kako bi izračunali UTC i vrijednosti za specifične vremenske zone. Nove GPS jedinice ne moraju pokazivati ispravno UTC vrijeme sve dok ne prime poruku o razlici prema UTC-u. Polje razlike između GPS-a i UTC-a akomodira 255 prijestupnih sekunda (osam bitova) koje bi skupa s trenutačnom stopom promjene Zemljine rotacije (s jednom prijestupnom sekundom uvedenom približno svakih 18 mjeseci) trebale biti dostatne sve do približno 2300. godine.
Nasuprot datumskom obliku u gregorijanskom kalendaru koji prikazuje godinu, mjesec i dan, GPS datum je izražen brojem tjedna i brojem dana u tjednu. Broj tjedna se transmitira kao desetobitno polje u C/A i P(Y) navigacijskim porukama, te postaje nula svaka 1.024 tjedna (19,6 godina). Nulti tjedan GPS-a započeo je 6. siječnja 1980. u 00:00:00 UTC (00:00:19 TAI), a broj je tjedna po prvi put opet postao nula 21. kolovoza 1999. u 23:59:47 UTC (22. kolovoza 1999. u 00:00:19 TAI). Za određivanje trenutačnog gregorijanskog datuma GPS prijamnik prvo mora imati aproksimativan datum (do unutar 3.584 dana) kako bi ispravno preveo GPS datumski signal. Kako bi adresirali ovaj problem, modernizirane GPS navigacijske poruke koriste 13-bitno polje koje se jedino ponavlja svakih 8.192 tjedna (157 godina), pa će trajati do 2137. godine (157 godina nakon nultog tjedna GPS-a).

### Praćenje faze nosača (geodezija)
O korištenju navigacijske poruke za izmjeru pseudoraspona već se govorilo. Druga metoda koja se koristi u GPS geodetskim aplikacijama je praćenje faze nosača. Period frekvencije nosača pomnožen s brzinom svjetlosti daje valnu duljinu koja iznosi oko 0,19 metara za L1 nosač. S točnošću valne duljine od 1% u detektiranju vodećeg kraja ova komponenta pogreške pseudoraspona može biti malena do 2 milimetra. Radi usporedbe, pogreška za C/A kod iznosi 3 metra odnosno 0,3 metra za P kod.
Ova točnost od 2 milimetra zahtijeva mjerenje ukupne faze, tj. ukupnog broja valnih duljina plus frakcijske valne duljine. To zahtijeva specijalno opremljene prijamnike. Ova metoda ima mnoge primjene na području geodezije.
Sada slijedi opis metode koja bi se mogla potencijalno koristiti za procjenu pozicije prijamnika 2 prema danoj poziciji prijamnika 1 koristeći trostruko diferenciranje i numeričko korijensko pronalaženje, te matematičku tehniku zvanu najmanji kvadrati. Izostavljena je detaljna rasprava o pogreškama radi izbjegavanja odvlačenja od opisa metodologije. U ovom se opisu prave razlike radi diferenciranja među satelitima, prijamnicima i epohama. To se ne smije protumačiti kao jedini raspored koji se može koristiti. Drugi rasporedi stvaranja razlika također su jednako vrijedni.
Ukupna faza satelitskog nosača može se dvoznačno izmjeriti kao broj ciklusa opisan kao CARRIER PHASE MEASUREMENT  Arhivirana inačica izvorne stranice od 2. srpnja 2010. (Wayback Machine) (hrv. mjerenje faze nosača) i CARRIER BEAT PHASE  Arhivirana inačica izvorne stranice od 13. lipnja 2010. (Wayback Machine) (hrv. faza udara nosača).
Neka {\displaystyle \ \phi (r_{i},s_{j},t_{k})} označava fazu nosača satelita j mjerenu prijamnikom i u vremenu {\displaystyle \ \ t_{k}}. Ova notacija se koristi kako bi bilo jasno što znače supskripti i, j i k. Zbog činjenice da prijamnik (engl. receiver), satelit (engl. satellite) i vrijeme (engl. time) dolaze u engleskom jeziku abecednim redom kao argumenti {\displaystyle \ \phi } i radi isticanja ravnoteže između čitljivosti i konciznosti, neka je {\displaystyle \ \phi _{i,j,k}=\phi (r_{i},s_{j},t_{k})} radi koncizne kratice. Također definiramo tri funkcije :{\displaystyle \ \Delta ^{r},\Delta ^{s},\Delta ^{t}} koje označuju razlike između prijamnikâ, satelitâ i vremenskih točaka. Sve ove funkcije imaju linearnu kombinaciju varijabli s tri supskripta kao svoje argumente. Ove su tri funkcije definirane dolje. Ako je {\displaystyle \ \alpha _{i,j,k}} funkcija tri cjelobrojna argumenta i, j i k onda je valjani argument ovih funkcija: :{\displaystyle \ \Delta ^{r},\Delta ^{s},\Delta ^{t}} s vrijednostima definiranima kao
{\displaystyle \ \Delta ^{r}(\alpha _{i,j,k})=\alpha _{i+1,j,k}-\alpha _{i,j,k}} ,
{\displaystyle \ \Delta ^{s}(\alpha _{i,j,k})=\alpha _{i,j+1,k}-\alpha _{i,j,k}}, te
{\displaystyle \ \Delta ^{t}(\alpha _{i,j,k})=\alpha _{i,j,k+1}-\alpha _{i,j,k}} .
Ako su također {\displaystyle \ \alpha _{i,j,k}\ i\ \beta _{l,m,n}} valjani argumenti triju funkcija, a a i b konstante, onda je
{\displaystyle \ (a\ \alpha _{i,j,k}+b\ \beta _{l,m,n})} valjani argument s vrijednošću definiranom kao
{\displaystyle \ \Delta ^{r}(a\ \alpha _{i,j,k}+b\ \beta _{l,m,n})=a\ \Delta ^{r}(\alpha _{i,j,k})+b\ \Delta ^{r}(\beta _{l,m,n})} ,
{\displaystyle \ \Delta ^{s}(a\ \alpha _{i,j,k}+b\ \beta _{l,m,n})=a\ \Delta ^{s}(\alpha _{i,j,k})+b\ \Delta ^{s}(\beta _{l,m,n})}, te
{\displaystyle \ \Delta ^{t}(a\ \alpha _{i,j,k}+b\ \beta _{l,m,n})=a\ \Delta ^{t}(\alpha _{i,j,k})+b\ \Delta ^{t}(\beta _{l,m,n})} .
Pogreške sata prijamnika mogu se približno eliminirati diferenciranjem faza izmjerenih satelitom 1 i satelitom 2 u istoj epohi kao što je prikazano u BETWEEN-SATELLITE DIFFERENCING (hrv. međusatelitsko diferenciranje). Ova se razlika označava kao {\displaystyle \ \Delta ^{s}(\phi _{1,1,1})=\phi _{1,2,1}-\phi _{1,1,1}}
Dvostruko diferenciranje može se izvesti uzimanjem intersatelitskih razlika između prijamnika 1 i prijamnika 2. Pogreške sata satelita time će se približno eliminirati između prijamnika. Ova dvostruka razlika označena je kao .
{\displaystyle {\begin{aligned}\Delta ^{r}(\Delta ^{s}(\phi _{1,1,1}))\,&=\,\Delta ^{r}(\phi _{1,2,1}-\phi _{1,1,1})&=\,\Delta ^{r}(\phi _{1,2,1})-\Delta ^{r}(\phi _{1,1,1})&=\,(\phi _{2,2,1}-\phi _{1,2,1})-(\phi _{2,1,1}-\phi _{1,1,1})\end{aligned}}}
Trostruko diferenciranje može se izvesti uzimanjem razlike dvostrukog diferenciranja izvedenog u vremenu  {\displaystyle \ \ t_{2}} s onim izvedenim u vremenu {\displaystyle \ \ t_{1}}. To će eliminirati dvoznačnost pridruženu cijelom broju valnih duljina u fazi nosača ako pretpostavimo da se dvoznačnost ne mijenja tijekom vremena. Stoga je rezultat trostruke razlike eliminirao sve ili gotovo sve pogreške otklona sata i cjelobrojnu dvoznačnost. Pogreške pridružene atmosferskoj odgodi i satelitskim efemeridama također će biti značajno reducirane. Ova se trostruka razlika označava kao
{\displaystyle \ \Delta ^{t}(\Delta ^{r}(\Delta ^{s}(\phi _{1,1,1})))}
Rezultati trostruke razlike mogu se koristiti za procjenu nepoznatih varijabli. Primjerice, ako je poznata pozicija prijamnika 1 a pozicija prijamnika 2 je nepoznata, onda je moguće procijeniti poziciju prijamnika 2 koristeći numeričko korijensko pronalaženje i najmanje kvadrate. Rezultati trostruke razlike za tri neovisna vremenska para vjerojatno će biti dovoljni za rješavanje triju komponenata pozicije prijamnika 2. To će možda zahtijevati uporabu numeričke procedure poput one opisane u poglavlju o korijenskom pronalaženju i nelinearnim skupovima jednadžbi u Numeričkim receptima. Vidi također Preview of Root Finding (Pregled korijenskog pronalaženja). Prije uporabe ove numeričke metode mora se uraditi inicijalna aproksimacija pozicije prijamnika 2. Inicijalna vrijednost može se osigurati pozicijskom aproksimacijom baziranoj na navigacijskoj poruci i presjeku sfernih površina. Iako multidimenzionalno numeričko korijensko pronalaženje može imati problema, ovaj se nedostatak može nadići dobrom inicijalnom procjenom. Ova procedura koja koristi tri vremenska para i poprilično dobru inicijalnu vrijednost koju slijedi iteracija rezultirat će jednim opserviranim rezultatom trostruke razlike za poziciju prijamnika 2. Veća točnost može se postići procesiranjem rezultata trostruke razlike za dodatne skupove triju neovisnih vremenskih parova. To će rezultirati predeterminiranim sustavom s mnogostrukim rješenjima. Radi dobivanja procjena za predeterminirani sustav mogu se koristiti najmanji kvadrati. Procedura najmanjih kvadrata determinira poziciju prijamnika 2 koja najbolje odgovara opserviranim rezultatima trostruke razlike za pozicije prijamnika 2 pod kriterijem minimiziranja sume kvadrata.

## Primjene
Globalni pozicijski sustav, iako originalno izrađen kao vojni projekt, smatra se tehnologijom dvojne uporabe što znači da ima značajnu primjenu kako za vojnu tako i za civilnu industriju.

### Vojne
Vojne primjene GPS-a imaju brojne svrhe:
- Navigacija: GPS omogućuje vojnicima pronalazak ciljeva u tami ili na nepoznatom teritoriju, te koordinaciju pokreta trupa i opskrbe. GPS prijamnici koje koriste zapovjednici i vojnici nazivaju se zapovjednički digitalni asistent (engl. Commanders Digital Assistant) odnosno vojnički digitalni asistent (engl. Soldier Digital Assistant).[86][87][88][89]
- Praćenje mete: različiti vojni oružani sustavi koriste GPS za praćenje potencijalnih kopnenih i zračnih meta prije nego što budu označeni neprijateljskima. Ovi oružani sustavi prenose GPS koordinate meta do precizno navođenog streljiva kako bi mu omogućilo točno pogađanje mete. Vojne letjelice, posebice one korištene u zračno-zemljanim ulogama koriste GPS za pronalazak meta (primjerice, oružana videokamera s AH-1 Cobra u Iraku pokazuje GPS koordinate koje se mogu pogledati u Google Earthu).
- Navođenje raketa i projektila: GPS omogućuje točno ciljanje različitog vojnog oružja uključujući ICBM-ove, krstareće rakete i precizno navođeno streljivo. Topnički projektili s ugrađenim GPS prijamnicima koji mogu izdržati akceleracije od 12.000 G ili oko 117.600 metara/s2 razvijeni su za uporabu u 155 mm haubicama.[90]
- Traženje i spašavanje: oboreni piloti mogu se brže locirati ako imaju GPS prijamnik.
- Izviđanje i izrada karata: vojska koristi GPS u velikom opsegu kao pomoć u kartiranju i izviđanju.
- GPS sateliti također nose skup nuklearnih detonacijskih detektora koji se sastoje od optičkog senzora (Y-senzor), senzora X-zraka, dozimetra, te elektromagnetskog pulsnog (EMP) senzora (W-senzor) koji tvori glavni dio Sustava za detekciju nuklearnih detonacija SAD-a.[91][92]

### Civilne
Više informacija: primjene GNSS-a i GPS navigacijski uređaj
Mnoge civilne aplikacije imaju koristi od GPS signala, koristeći jednu ili više od triju osnovnih komponenti GPS-a: apsolutnu lokaciju, relativno kretanje i vremenski transfer.
Sposobnost determiniranja apsolutne lokacije prijamnika omogućuje da GPS prijamnici služe kao geodetski alat ili pomoć u navigaciji. Kapacitet determiniranja relativnog kretanja omogućuje prijamniku izračun lokalne brzine i orijentacije što je korisno za plovila ili opservacije Zemlje. Sinkronizacija satova na egzaktne standarde omogućuje vremenski transfer koji je kritičan za veliku komunikaciju i opservacijske sustave. Primjer je CDMA digitalni mobitel. Svaka bazna stanica ima GPS vremenski prijamnik za sinkronizaciju vlastitih širećih kodova s ostalim baznim stanicama radi olakšavanja međustaničnog rukovanja i podrške hibridnog GPS/CDMA pozicioniranja mobitela u slučaju hitnih poziva i drugih primjena. Konačno, GPS omogućuje istraživačima proučavanje Zemljina okoliša uključujući atmosferu, ionosferu i gravitacijsko polje. GPS geodetska oprema revolucionizirala je tektoniku izravnim mjerenjem gibanja rasjeda u potresima.
Američka vlada nadzire izvoz nekih civilnih prijamnika. Svi GPS prijamnici koji mogu funkcionirati iznad 18 km (60.000 stopa) visine i pri brzini od 515 m/s (1.000 čvorova) klasificiraju se kao streljivo (oružje) za koje je potrebno izvozna dozvola američkog State Departmenta. Ovi parametri su jasno odabrani radi prevencije uporabe prijamnika u balističkim projektilima. Ipak, oni ne preveniraju uporabu u krstarećim projektilima jer su njihove visine i brzine slične onima kod običnih zrakoplova.
Ovo se pravilo odnosi čak i na druge čisto civilne jedinice koje samo primaju frekvenciju L1 i kod C/A te ne mogu ispravljati SA, itd.
Deaktivacija operacije iznad ovih ograničenja oslobađa prijamnik od klasifikacije kao municije. Različiti prodavači na različit su način interpretirali ova ograničenja. Pravilo specificira operaciju iznad 18 km i 515 m/s no neki prijamnici prestaju raditi na 18 km čak kad su stacionirani. To je uzrokovalo probleme u lansiranju nekih amaterskih radio balona jer oni redovito dosežu visinu od 30 km.
GPS vodiči također su primjeri civilne uporabe. GPS se ovdje koristi za određivanje trenutka prikazivanja sadržaja. Primjerice, prilikom približavanja spomeniku informirat će nas o njemu.
Funkcionalnost GPS sada se počela kretati prema masovnim mobilnim telefonima. Prve mikrotelefonske kombinacije s integriranim GPS-om puštene su u promet već u kasnim 1990-ima, a bile su široko dostupne za potrošače na mrežama Nextela, Sprinta i Verizona 2002. godine kao odgovor na US FCC mandate za pozicioniranje mikrotelefonske kombinacije u hitnim pozivima. Mogućnosti za pristup razvojnih programera za softver od treće strane tim svojstvima u početku je bilo sporo sve dok Nextel nije svoj API otvorio za sve razvijatelje, a ubrzo su ga slijedili Sprint (2006.) i Verizon.

## Nagrade
Dva GPS razvojna programera primili su Nagradu Charlesa Starka Drapera Nacionalne akademije inženjerstva za 2003. godinu:
- Ivan Getting, predsjednik emeritus The Aerospace Corporationa i inženjer na Massachusetts Institute of Technology, uspostavio je temelj za GPS, usavršivši ga na zemaljski baziranom radio sustavu iz Drugog svjetskog rata nazvanom LORAN (engl. Long-range Radio Aid to Navigation, radio pomoć u navigaciji velikog dosega).
- Bradford Parkinson, profesor aeronautike i astronautike na Sveučilištu u Stanfordu, osmislio je današnji satelitski sustav u ranim 1960-ima i razvio ga zajedno s Ratnim zrakoplovstvom SAD-a. Parkinson je dvadeset i osam godina služio u Ratnom zrakoplovstvu od 1957. do 1978. te je umirovljen s činom pukovnika.

Jedan od razvijatelja GPS-a Roger L. Easton primio je Nacionalnu medalju za tehnologiju 13. veljače 2006. u Bijeloj kući.
Nacionalna aeronautička asocijacija izabrala je 10. veljače 1993. Global Positioning System Team kao pobjednike Trofeja Roberta J. Colliera za 1992. što je najprestižnija avijacijska nagrada u SAD-u. Tim su činili istraživači iz Laboratorija za pomorska istraživanja, Ratnog zrakoplovstva SAD-a, Aerospace Corporationa, Rockwell International Corporationa te IBM Federal Systems Companyja. Citat pridružen prezentaciji trofeja hvali GPS Team "za najznačajniji razvoj u sigurnoj i učinkovitoj navigaciji i praćenju zrakoplova i svemirskih letjelica od uvođenja radio navigacije prije 50 godina."

## Ostali sustavi
Ostali sateliti navigacijskih sustava u uporabi ili različite države razvoja uključuju:
- Galileo - globalni sustav koji razvija i konstruira Europska unija i ostale države partnerice, a planira se da postane operativan do 2013.
- Beidou - eksperimentalni regionalni sustav Narodne Republike Kine.
- COMPASS - predloženi globalni satelitski pozicijski sustav Narodne Republike Kine.[94]
- GLONASS - ruski globalni sustav koji će se dovršiti u partnerstvu s Indijom.[95]
- IRNSS - indijski regionalni navigacijski sustav koji pokriva samo Aziju i Indijski ocean (različito od indijskog sudjelovanja u GLONASS-u).[96]
- QZSS - japanski predloženi regionalni sustav koji pokriva samo Japan.

## Više informacija
- The American Practical Navigator - Chapter 11 Satellite Navigation
- Assisted GPS (A-GPS)
- Automobilni navigacijski uređaji
- Efekti relativnosti na GPS
- GPS praćenje
- GPS signali
- GPS visoke osjetljivosti
- GPS/INS
- GSM lokalizacija
- LORAN
- LORAN
- Navigacijski paradoks
- Next Generation Air Transportation System
- Plate Boundary Observatory
- Popis vojnih izuma koji su sada u masovnoj uporabi
- Radionavigacija
- RAIM
- S-GPS
- SIGI
- Trilateracija
- Visinska modernizacija

### Civilne primjene
- Degree Confluence Project - koristi GPS za prikaz cijelih stupnjeva geografske širine i dužine
- Geocaching
- Geodashing
- Geotagging
- Geofence
- GPS crtanje
- GPS navigacijski softver
- OpenStreetMap - slobodni sadržaj karata i slika ulica
- Skyhook Wireless - Wi-Fi Positioning System
- Telematika - mnogi telematički uređaji koriste GPS za određivanje lokacije mobilne opreme
- Točka interesa

### Srodne tehnologije
- Bluetooth - radiokomunikacijski protokol korišten za spajanje vanjskih GPS uređaja
- Exif - slikovni metapodaci koji uključuju geografsku širinu i dužinu
- GPX (data transfer) - XML schema za izmjenu točaka rute

## Vanjske poveznice
|  | Zajednički poslužitelj ima još gradiva o temi Global Positioning System |

- GPS.gov – General public education website created by the U.S. Government
- National Space-Based PNT Executive Committee
- Air Force Space Command GPS Operations Center homepage  Arhivirana inačica izvorne stranice od 14. studenoga 2006. (Wayback Machine)
- U.S. Naval Observatory's GPS constellation status
- PNT Selective Availability Announcements
- Global Positioning System Systems Engineering Case Study (A detailed history of GPS development)  Arhivirana inačica izvorne stranice od 25. listopada 2008. (Wayback Machine)
- Federal Aviation Administration's GPS FAQ
- GPS Weapon Guidance Techniques  Arhivirana inačica izvorne stranice od 12. siječnja 2010. (Wayback Machine)
- RAND history of the GPS (PDF)
- Improved weather predictions from COSMIC GPS satellite signal occultation data  Arhivirana inačica izvorne stranice od 27. svibnja 2010. (Wayback Machine).
- Ralph Bucher's Hyperbolic Positioning Algorithm  Arhivirana inačica izvorne stranice od 24. prosinca 2009. (Wayback Machine)
- Average Latitude & Longitude of Countries  Arhivirana inačica izvorne stranice od 19. lipnja 2010. (Wayback Machine)